# Carlismo en la literatura

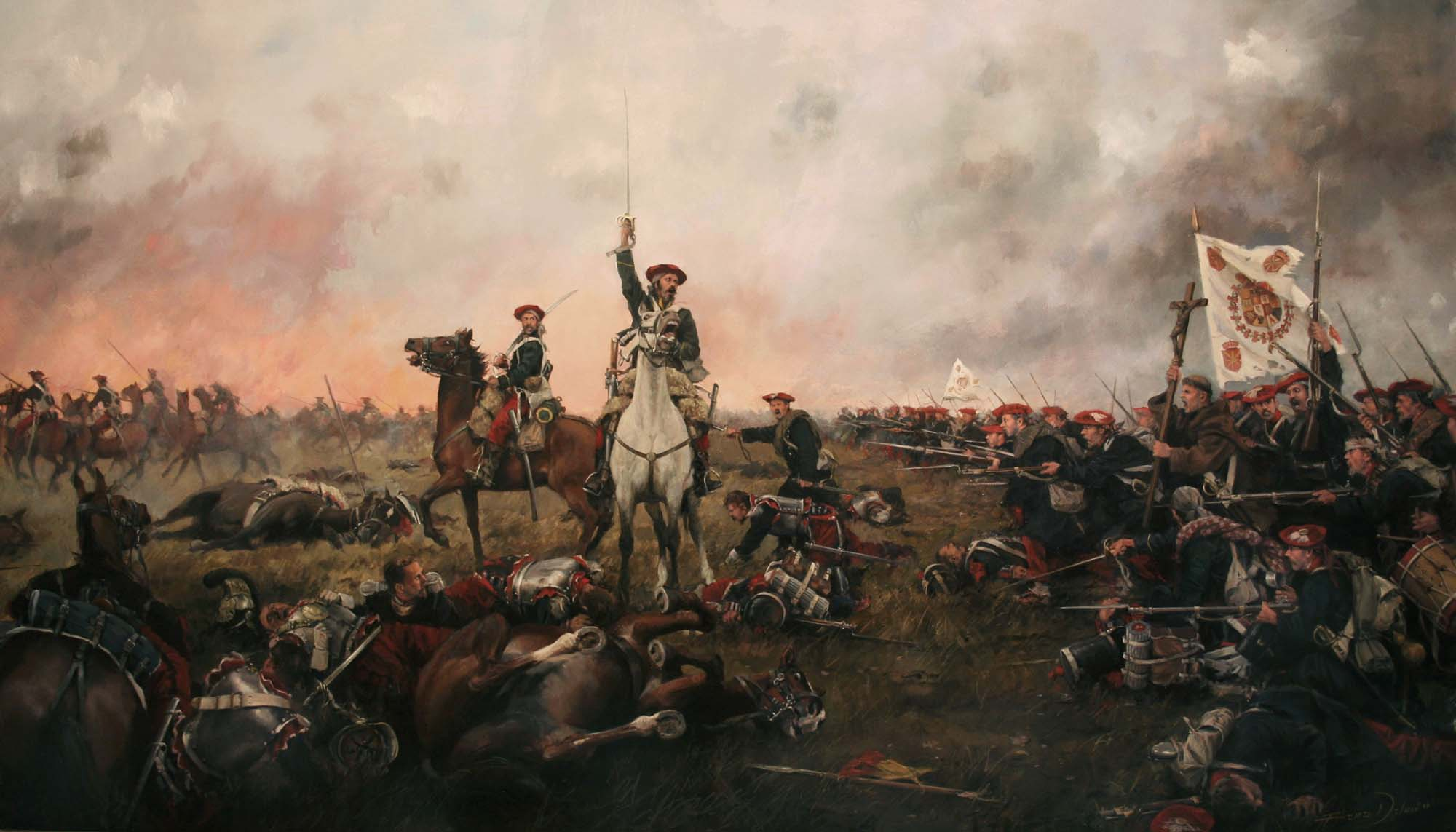
Primera guerra carlista de Augusto Ferrer Dalmau

El 21 de marzo de 1890, durante unas conferencias sobre el sitio de Bilbao ocurrido durante la tercera guerra carlista, Miguel de Unamuno impartió una titulada La última guerra carlista como materia poética. Quizá fuera este el primer intento de examinar la causa carlista en la literatura, ya que durante los 57 años anteriores el tema había estado cada vez más presente en géneros literarios como la poesía, el teatro y la novela. Con todo, no deja de ser paradójico también que al mismo tiempo que Unamuno ofrecía su análisis, se estaba a punto de iniciar el período de gran presencia del carlismo en las letras. Este período vino a durar alrededor de un cuarto de siglo, ya que hasta finales de la década de 1910 el carlismo siguió siendo el tema central de numerosas obras monumentales de la literatura española. Más tarde, perdió su atractivo como tema literario, reducido aún más tarde a papel instrumental durante el franquismo. Hoy goza de cierta popularidad, aunque ya no como catalizador de un discurso cultural o político primordial; su función es principalmente proporcionar un entorno exótico, histórico, romántico y, a veces, misterioso.

Estandarte carlista

## Romanticismo
La primera guerra carlista estalló en pleno apogeo del romanticismo español. La respuesta literaria al conflicto fue inmediata y masiva; las características clave de tal respuesta fueron los objetivos propagandísticos buscados por ambos partes y, a menudo, un seguimiento cercano de los eventos a medida que se desarrollaban. Dos géneros que sirvieron como campos de batalla literarios clave fueron la poesía y el drama, los más adaptados en términos de capacidad de respuesta. En ambos, los cristinos lograron una ventaja inmediata, que después de la guerra se hizo visible también en la prosa, especialmente en la emergente novela. Por otro lado, la respuesta vía oralidad popular del entorno rural, que llegó posteriormente a la literatura escrita, fue predominantemente carlista. Ninguna obra romántica que aborda el tema carlista se considera parte destacada de la literatura española.

### Drama

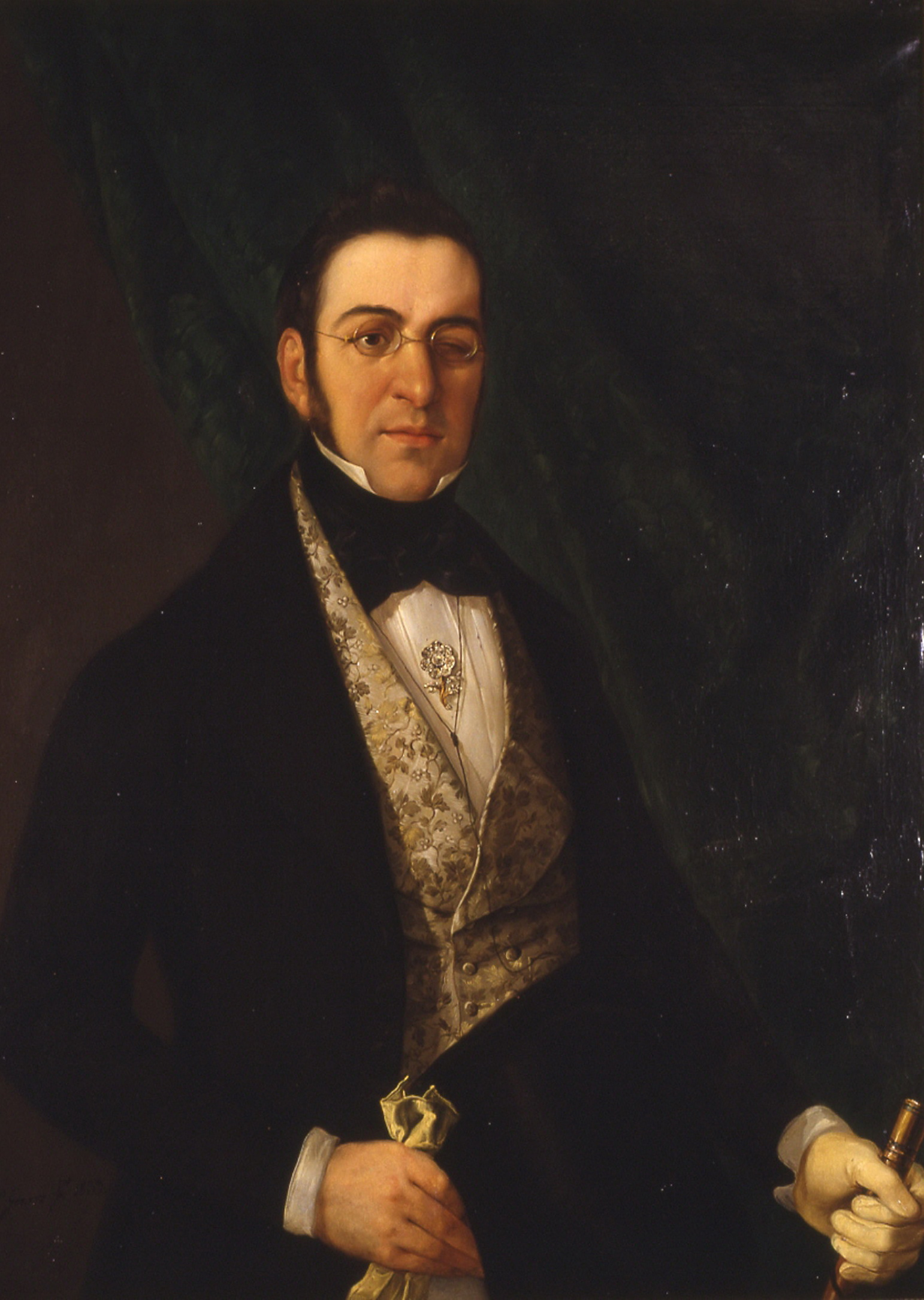
Manuel Bretón de los Herreros

En 1833 estalla la primera guerra carlista. Generalmente se considera el momento de nacimiento del carlismo, y desencadena casi de inmediato una respuesta literaria. El primer género literario en responder fue el drama. Se escriben varias piezas teatrales a medida que avanza la guerra y, al parecer, la mayoría de estas obras se ponen en escena, ya que servían principalmente para el propósito propagandístico de movilizar apoyo; solo unos pocas eran, más bien, comentarios sobre eventos recientes o incluso en curso. Predominó claramente el anticarlismo, fenómeno obviamente ligado a que cristinos controlaba casi todas las zonas urbanas, centros de vida cultural y teatral. La mayoría de los dramas parecen ser piezas cortas de un acto, caracterizadas por un mensaje fuerte y protagonistas audazmente esbozados. A diferencia del caso de la poesía, no hay una antología disponible. Parece que los dramas anticarlistas se dividen en dos categorías: piezas satíricas estrechamente relacionadas con hechos recientes o en curso y dramas en contexto histórico, que avanzan en una perspectiva liberal general y en particular contra la Inquisición y la fórmula absolutista.
Entre los escritores que sobresalen como autores de sátiras el que reaparece en numerosas obras como el más destacado es José Robreño y Tort. Se forjó un nombre como autor de piezas teatrales desde mediados de la década de 1820; venenosas caricaturas de "los serviles", p.ej. La Regencia de la Seo de Urgell o las desgracias del padre Liborio (1822) podría considerarse una preconfiguración de sus dramas anticarlistas posteriores y quizás las primeras piezas de la literatura anticarlista. Los escasos trabajos de Robreño, escritos durante el conflicto, se volvieron a destinar al público y se sabe que se representaron en Barcelona en la década de 1830. Otro autor liberal del mismo género, Manuel Bretón de los Herreros, es reconocido por la comedia anticarlista El plan de un drama (1835). Entre los dramas ambientados en la historia se encuentran El trovador de Antonio García Gutiérrez (1836), Antonio Pérez y Felipe II de José Muñoz Maldonado (1837), Doña Mencia de Juan Eugenio Hartzenbusch (1838) y Carlos II el Hechizado de Antonio Gil y Zárate (1837); en especial el último fue un éxito entre el público. La respuesta carlista es desconocida; parece que los valores del Carlismo fueron defendidos de forma genérica "por el teatro conservador católico". El autor más conocido de este talante es José Vicente Álvarez Perera, alto oficial carlista durante la guerra y también poeta, autor de Calendario del año de 1823 y Palabras de un cristiano. José Zorilla era simpatizante del carlismo e incluso permaneció brevemente en la corte carlista, pero en sus piezas teatrales no abordó el tema.

### Poesía

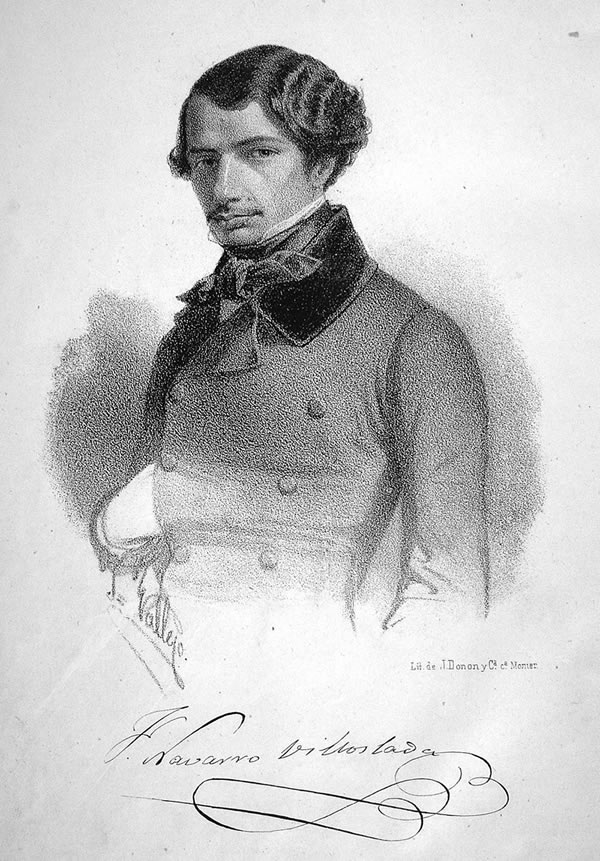
Francisco Navarro Villoslada

Los poetas respondieron al conflicto casi tan rápido como lo hicieron los autores de piezas teatrales. El conflicto y sus consecuencias inmediatas produjeron una avalancha de piezas rimadas, generalmente publicadas por primera vez en títulos de la prensa de la época. Alfonso Bullón de Mendoza, que intentó reunirlas, limitó su trabajo a autores contemporáneos a la guerra, llegando a elaborar una lista con un total de 110 obras. Al ser un historiador, y no un historiador de la literatura, se abstiene de realizar un comentario filológico alguno, bien para evaluar la calidad bien para discutir el estilo; a pesar de ello, parece que la mayoría de los artículos fueron escritos con claras intenciones propagandísticas aunque ninguno de ellos logró entrar en los anales de la poesía española. Este inmenso surtido puede analizarse principalmente desde un punto de vista estadístico. En cuanto al género la poesía se mantiene bastante diferenciada, con odas, sonetos, épicas, letras, cantos, canciones, himnos, marchas, sátiras y otros. Respecto a temas principales, los relacionados son: preparativos militares, acciones en tiempo de guerra, acuerdos de paz (Muñagorri, Vergara), intervención extranjera, ideología, personajes, actitudes hacia el enemigo y temas amorosos en tiempos de guerra.
Varios artículos fueron reimpresos en antologías o volúmenes poéticos personales durante las décadas de 1840 y 1850. Tras la victoria en la guerra de los cristinos, y tras la coronación de Isabel II, un reguero de poesía cortesana continuó durante dos décadas; en interminables volúmenes, diversos autores rendían homenaje, primero, a la regente María Cristina y, luego, a la reina. Incluso, en ocasiones, hacían referencias a la paz y la prosperidad reinantes gracias al triunfo sobre los carlistas.
Algunas de las obras identificadas permanecen anónimas, pero, por contra, la mayoría son atribuibles; entre la lista de autores se encuentra José de Espronceda, que fue autor del poema Guerra (1835), militantemente anticarlista, que concluyó con el grito de "¡Muerte a los carlistas!", Juan Arolas, Marcial Busquets, Ramón de Campoamor, Lorenzo de Hernandorena, José Martí Folguera, Alberto Lista, Antonio Martínez, Juan Martínez Villergas, Valentín Mazo Correa, Francisco Navarro Villoslada, Emilio Olloqui, Antonio Ribot y Fontsere, Josep Robreno, Manuel de Toro, Niceto de Zamacois y Francisco Zea. Estadísticamente prevalecen los cristinos y su afán poético llega hasta Andalucía, región menos afectada por la primera guerra carlista.
Algunos episodios bélicos llamaron especialmente la atención: el llamado Abrazo de Vergara atrajo al menos cinco obras, de José Vicente Echegaray (1839), Juan Nicasio Gallego (1850), Marcial Busquets (1858) Martí Folguera (1869) y Emilio Olloqui (1869), mientras que la batalla de Luchana fue reconocida por Antonio Martínez (1855) y Francisco Navarro Villoslada (1840). Este último destaca por su cambio de rumbo personal; mientras que Luchana presentó a los carlistas como reaccionarios fanáticos, Navarro Villoslada luego abrazó la perspectiva tradicionalista. A pesar de su propósito principalmente propagandístico, algunas obras contienen detalles históricos interesantes, por ejemplo, que arrojan nueva luz sobre los orígenes de la palabra guiri, un mote popular utilizado por los carlistas.

### Prosa

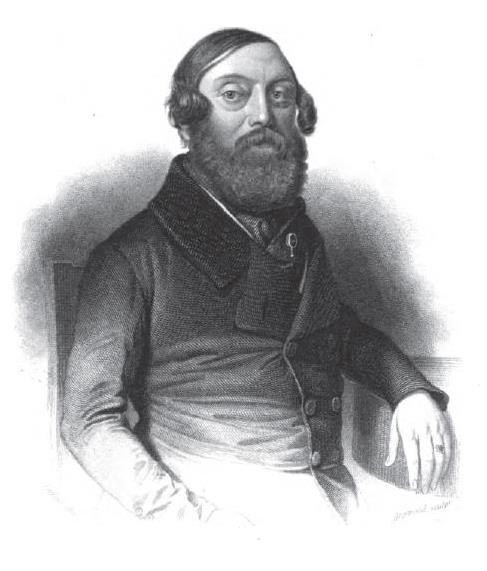
Wenceslao Ayguals de Izco

La prosa fue la última en reconocer el tema carlista. Aunque Mariano José de Larra lanzó sus primeras obras anticarlistas en 1833, éstas se sitúan en un espacio a medio camino entre las bellas letras y el periodismo, a veces con aspecto de cuento y otras de panfleto satírico. Había otras obras que compartían estas características híbridas, p. ej., el gran Panorama de la Corte y Gobierno de D. Carlos de Manuel Lázaro (1839), también una sátira sobre el pretendiente carlista y su séquito. La primera obra que claramente podría considerarse una novela fue Eduardo o la guerra civil en las provincias de Aragón y Valencia de Francisco Brotons (1840); ambientada en la última guerra, exponía la perspectiva de los cristinos. Pronto se sucedieron otras novelas: Los solitarios (1843) de autor anónimo presentaba la corte de Carlos V desde una perspectiva muy simpática, Espartero de Ildefonso Bermejo (1845-1846) adelantaba una visión vehementemente anticarlista, mientras que Diario de un médico (1847), de Máximo López García, era un relato de aventuras escrito en clave verdaderamente romántica.
La novela histórica romántica alcanzó su máxima expresión en obras de Wenceslao Ayguals de Izco, especialmente en su Cabrera, El Tigre del Maestrazgo ó sea De grumete a general: historia-novela (1846-1848), especie de venganza personal por parte del autor Las tramas anticarlistas merecen un lugar destacado también en otras de sus novelas, aunque sin llegar a entrar en el género de novela histórica: María la hija de un jornalero (1845-1846), El palacio de los crímenes (1855) o La Marquesa de Bellaflor (1869). Ayguals de Izco, de gran éxito como novelista, inició el tono que más tarde se convertiría en dominante en cuanto al tratamiento de los carlistas en la novela española: se les presenta como hipócritas hambrientos de poder, dirigidos por un clero traidor y sus filas pobladas por criminales, prostitutas, sicarios, ladrones o simplemente locos y crueles brutos. Fray Patricio de María, que dirige la organización Ángel Exterminador, fue quizás el primero en la galería de monstruos literarios carlistas. Una serie de novelas de segunda categoría, que criticaban a los carlistas como brutos sin cerebro, vinieron a continuación; un ejemplo es El idiota ó los trabucaires del Pirineo (1857) de Pedro Mata y Fontanet.
Cuando la novela española de mediados del siglo XIX emergió gradualmente como un arma cultural importante contra los carlistas, la respuesta de ellos en este campo fue escasa. Navarro Villoslada, ya convertido en legitimista, fue padre de una serie de novelas románticas históricas, aclamadas y populares, pero ambientadas en épocas anteriores y, en el mejor de los casos, podrían verse cómo ofrecían una perspectiva tradicionalista genérica. Del mismo modo, Gabino Tejado Rodríguez, un activo político carlista y editor, en sus novelas históricas se alejó de los temas carlistas, saturándolos nuevamente con un vago tradicionalismo. Cierta simpatía por la causa carlista podría rastrearse en La Gaviota de Fernán Caballero (1849), una novela sobre lo viejo y lo nuevo enfrentados en un pueblo andaluz. La única novela que se podría considerar como una exaltación evidente del carlismo es El orgullo y el amor de Manuel Ibo Alfaro (1855). Narciso Blanch e Illa, más tarde combatiente durante la tercera guerra carlista, en su novela histórica Doce años de regencia (1863) utilizó el trasfondo romántico del siglo XV para defender la causa carlista. Antonio Aparisi y Guijarro no escribió belles-lettres y no merecería atención aquí si no hubiera sido por su peculiar papel posterior; en la literatura escrita dos generaciones después sus escritos serían presentados como responsables de la desviación carlista de otros protagonistas literarios.

### Respuesta rural e internacional

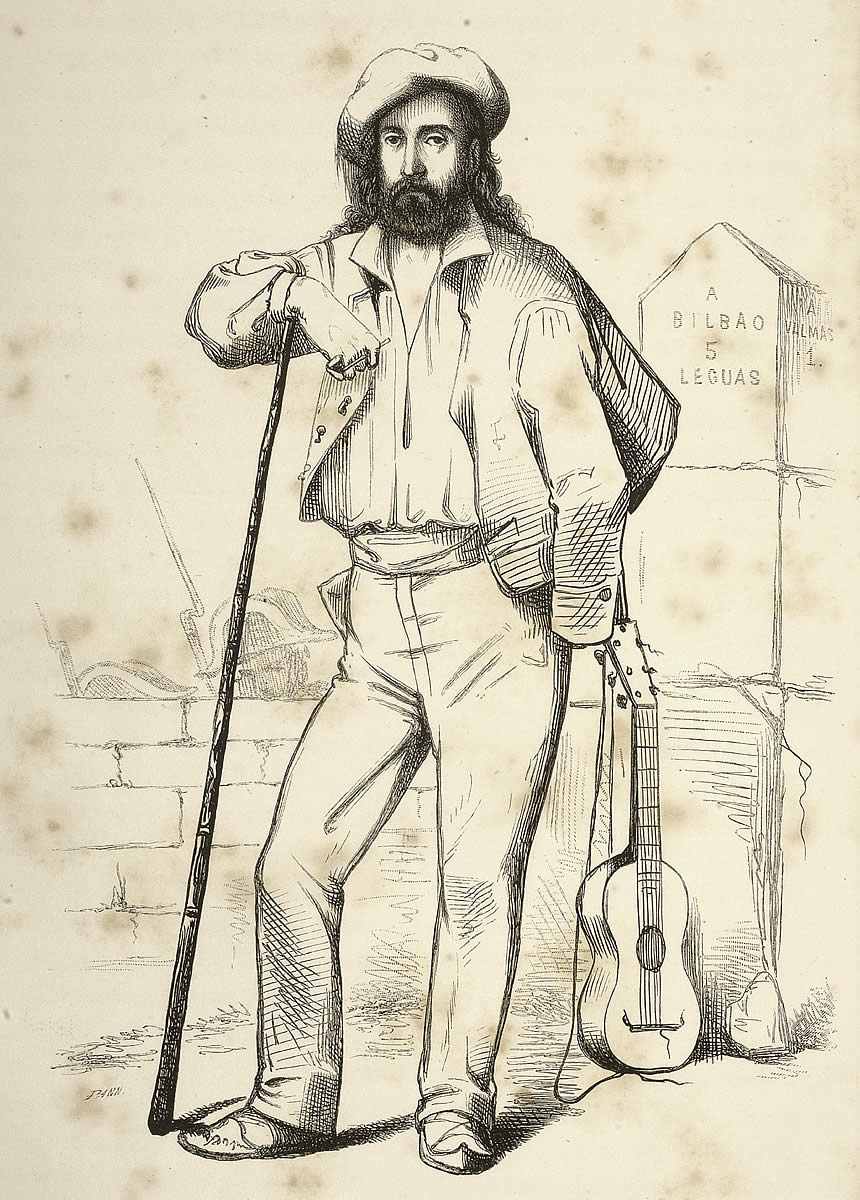
José María Iparraguirre

Un género separado que podría no encajar completamente en la rúbrica de la literatura es una avalancha de rimas de origen en su mayoría popular y rural, que se mantuvieron vivas a veces durante generaciones cuando se transmitieron en la tradición oral; entraron en la literatura solo cuando los eruditos posteriores los pusieron por escrito, ya fueran etnógrafos o historiadores. Dos de estas antologías carlistas están disponibles para rimas en castellano y en euskera; ambos demuestran un apoyo abrumador hacia la causa carlista entre la gente rural, aunque principalmente entre los vascos. Entre los autores (o coautores) mayoritariamente anónimos aunque a veces identificados, destaca sin duda José María Iparraguirre, el versolari carlista más conocido, autor (o coautor) de quizás los versos vascos más célebres, Gernikako arbola, por algunos considerado la icónica encarnación poética genuina del carlismo. Otros apuntan hacia Vicenta Moguel, carlista y autora de poemas tradicionalistas en euskera. Por el lado catalán, hay que señalar Lo cant de las veritats (1857) de autor anónimo y hasta ahora no identificado; representa probablemente el primer caso de tema carlista reconocido en la literatura popular catalana y es una mezcla de sentimentalismo romántico, didáctica filosófica y relato de aventuras, mitad prosaico y mitad en rima.
En la literatura romántica europea, siempre en pos de un mito, el carlismo no fue muy popular. Los carlistas cumplieron con muchos criterios del romanticismo para calificar como héroes, pero no lograron llegar a la imaginería romántica estándar de la época.
La cultura alemana permaneció en la búsqueda constante de un modelo cultural a seguir, con muchos y poco intuitivos candidatos presentados, sin embargo, los carlistas apenas han sido considerados. La excepción es Zumalacarregui, oder der Tod des Helden (1836) de Friedrich Senbold, drama en cinco actos que presentaba al comandante militar carlista Zumalacárregui como un héroe romántico ejemplar. Una novela Die Reise in das Leben (1840) de Friedrich Steger contiene una mezcla típica de romance y viajes en un escenario exótico y de guerra. Merced (1845), de la escritora austriaca Betty Paoli, podría parecer del mismo género, aunque en realidad la novela era un amargo tratado sobre el papel de la mujer en la era Biedermeier. El voluntario carlista alemán, Félix Lichnowsky, fue ridiculizado en Leben und Thaten des berühmten Ritters Schnapphahnski (1849) de Georg Weerth.
En francés, el carlismo logró pocos versos comprensivos de poetas legitimistas como Edouard Turquety o Juliette Lormeau, aunque está sólo marginalmente presente en las grandes novelas de la época. En italiano la causa carlista fue respaldada en la poesía de Antonio Capece Minutolo. En la literatura romántica rusa, los carlistas aparecen marginalmente y simplemente como un decoro.
Aunque los británicos intervinieron militarmente en la primera guerra carlista (con la Legión Británica), las huellas literarias de su compromiso son escasas. Uno es Los vagabundos africanos; o The African wanderers; or the adventures of Carlos and Antonio (1844) de Sarah Lee. En The Wayside Cross: Or, the Raid of Gomez, a Tale of the Carlist War (1847) de EA Milman, los carlistas son un grupo salvaje que siembra el terror en Andalucía. Una fórmula de Walterscottian se réplica en una novela canadiense Jack Brag en España (1842) de John Richardson y la polaca Pan Zygmunt w Hiszpanii (1852) de Teodor Tripplin. A Castle in Spain (1869) del canadiense James De Mille e Isabella, Spaniens verjagte Königin (1869) de Georg Füllborn pertenecen ya a la nueva era literaria.

## Realismo
El realismo desplazó la atención de los escritores que abordaban el tema carlista de la poesía y el teatro a la prosa; fue la novela la que surgió como el género clave donde se discutió la cuestión y lo sigue siendo hasta el día de hoy. Al igual que durante el período romántico, la literatura siguió siendo un campo de batalla entre carlistas y liberales, con clara ventaja para estos últimos. El único personaje que bastó para desequilibrar la balanza fue Benito Pérez Galdós, el primero de los grandes literarios españoles que centró de su atención sobre el carlismo; fueron sus escritos los que marcaron la pauta durante décadas y fueron sus espantosos protagonistas carlistas los que poblaron la imaginación de los españoles en las generaciones venideras.

### Obras iniciales

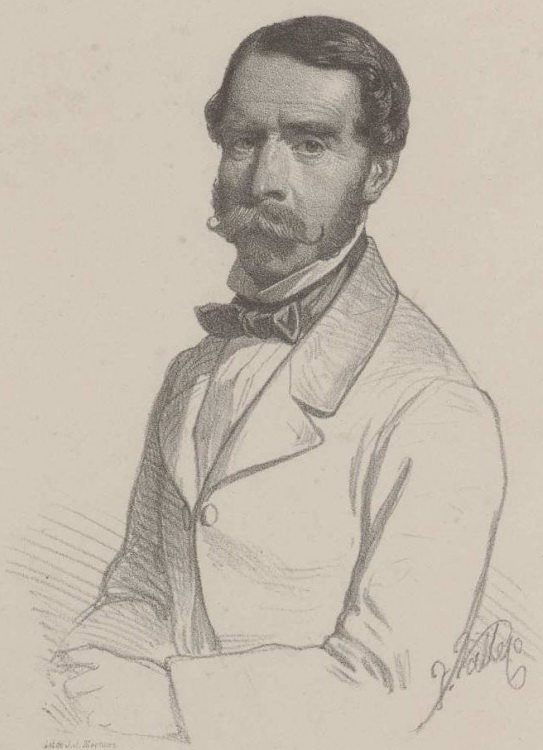
Patricio de la Escosura

Como ocurre en todas partes en Europa, la periodización sigue siendo un problema en la historia de la literatura española. Entre las muchas figuras intermedias de la literatura española, Fernán Caballero con sus obras relacionadas con el carlismo se cuenta a menudo entre los escritores posrománticos. Tal es el caso de Manuel Tamayo Baus, cuyas obras tempranas se contabilizan en el Romanticismo y las posteriores en el Realismo. Él mismo, un neocatólico que a principios de la década de 1870 se unió a los carlistas, Tamayo fue inmensamente popular como dramaturgo en las décadas de 1850 y 1860. Las obras de Tamayo confrontan al liberalismo desde posiciones conservadoras católicas en general, sin embargo, su inclinación tradicionalista permaneció apenas velada; según un erudito, "el españolismo de Tamayo consiste en ser católico y carlista". Aunque el carlismo fue un tema candente en la década de 1860 y principios de la de 1870, especialmente en términos de debate legal/político y principalmente gracias a las obras de los neocatólicos, aún no logró convertirse en una oferta literaria.
La primera novela que aborda claramente la temática carlista y clasificada dentro de la rúbrica del Realismo es El patriarca del valle (1862) de Patricio de la Escosura, oficial isabelino durante la Primera guerra carlista y amigo de O'Donnell más tarde. El Patriarca es una obra clave del primer período realista; en términos de estilo literario, avanza técnicas típicas de una nueva era, pero en términos de mensaje clave transmite la misma narrativa anticarlista, presentando a los oponentes como hipócritas dirigidos por los jesuitas y como asesinos de una crueldad bestial. La novela, bastante popular en la década de 1860, presenta una trama extremadamente compleja, que cubre también los acontecimientos de 1830 en Francia. Es valorado por los historiadores, ya que las secciones que se refieren al escenario de Madrid durante las primeras fases de la guerra posiblemente estén basadas en la experiencia de primera mano del autor. Matilde o el Angel de Valde Real de Faustina Sáez de Melgar (1863), novela histórica parcialmente ambientada en la guerra y emitida casi simultáneamente ya que la obra de Escosura fue mucho menos popular entre el público por el sexo de su autor que por su calidad literaria. Ellos y nosotros de Sabino de Goicoechea (1867) es la obra basada en una extensa investigación fáctica y que parece tener valor historiográfico; por ejemplo, el discurso de hasta qué punto los "fueros" formaron parte del ideario carlista de la década de 1830 se basa parcialmente en esta misma obra, considerada verista en su estilo literario. Entre los autores de transición entre el romanticismo y el realismo Antonio Trueba fue quien hizo muy presente el carlismo en sus novelas y cuentos, publicados en su mayoría en las décadas de 1860 y 1870. En ocasiones podría haber parecido equidistante de los liberales y los carlistas; debido a su fuerismo vasco algunos sospecharon de él incluso de alimentar simpatías carlistas. Sin embargo, aunque sin el habitual veneno anticarlista y la militancia liberal, obras de Trueba como Cuentos del hogar (1875) presentaban las causas fuerista y carlista como totalmente incompatibles.
En cuanto a la literatura, el estallido de la tercera guerra carlista desencadenó una modesta respuesta internacional. Ernesto il disingannato (1873-1874) fue una novela escrita por un autor italiano hasta ahora no identificado; en formato de "romance político" promovió la causa tradicionalista y carlista. Un tipo completamente diferente de narración de aventuras es una historia Der Gitano. Ein Abenteuer unter den Carlisten (1875), una de las primeras obras de Karl May; Mucho cruel y bárbaro, los carlistas se asemejan a los comanches de sus escritos posteriores de fama mundial. El género defendido por Julio Verne es seguido en Francia por Alexandre de Lamothe en La Fille du Bandit (1875) y en Italia por Luigi Previti en I diamanti della principessa di Beira (1875); en Inglaterra, las obras de Edmund Randolph tienen el formato de una lucha con la identidad católica. Un poeta brasileño-portugués António Gonçalves Crespo reconoció el salvajismo carlista en la poesía.

### Novela: realismo, naturalismo, costumbrismo

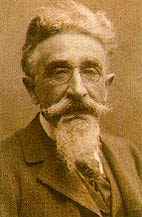
José María Pereda

Tras la tercera guerra carlista, el tono marcado por Ayguals de Izco se ha visto reforzado en general y los carlistas literarios petrificados en su papel de fanáticos campesinos crueles, dirigidos por un clero traidor. Esta vez fue claramente la novela la que se convirtió en el arma literaria clave, aunque se dividió en dos géneros generales: el histórico y la llamada novela costumbrista. De la anterior, Rosa Samaniego o la sima de Igúzquiza de Pedro Escamilla (1877) representa un nuevo tono, inédito en el romanticismo. Centrado en las atrocidades del comandante carlista Samaniego, activo durante la última guerra -en ese momento la última era la tercera guerra carlista- tendía a una veracidad brutal. El mismo rasgo marca otra novela dedicada al mismo protagonista, Vida, hechos y hazañas del famoso bandido y cabecilla Rosa Samaniego (1880); su autor aún no se ha identificado. La brutalidad fue llevada a niveles naturalistas aún más altos en La sima de Igúzquiza de Alejandro Sawa (1888); a veces podría parecer que el autor estaba más preocupado por deslumbrar al lector con horrores y atrocidades que por denunciar a los carlistas o distinguir el bien del mal.
Una novela costumbrista que causó gran impacto fue Marta y María de Armando Palacio Valdés (1883). Se centra en la cuestión de la fe, pero trata al carlismo de manera colateral; una de las protagonistas, María, representa el fanatismo religioso disfrazado de vocación contemplativa romántica; las simpatías carlistas ayudan a completar su retrato. Muy popular La Regenta de Clarín (1884-1885) discutía hilos de la vida cotidiana, retratando a los seguidores carlistas como fanáticos que disfrutan del dinero y la influencia. Incluso los autores menores del género denigran el carlismo; este es el caso de Jacinto Octavio Picón o Manuel Curros Enríquez. Sin embargo, pocos novelistas demuestran una posición opuesta; estos a nombrar en primer lugar son José María de Pereda y Emilia Pardo Bazán. Sus novelas, generalmente clasificadas como costumbrismo o novela de tesis, se alejan de los temas políticos, aunque en términos de la perspectiva avanzada, Pereda es considerado por algunos como uno de los pocos autores que persiguen la "tesis carlista"; en este sentido su obra clave es Peñas arriba (1895). Tanto Pereda como Pardo Bazán demuestran comprensión por sus protagonistas afines al carlismo, normalmente marginales, aunque algunos de ellos son ambiguos. Una novelista de segunda que alimentó la misma añoranza de los valores tradicionales fue Eva Canel; se expresó mejor en Manolín (1891) y Oremus (1893); Lo mismo puede decirse de Modesto H. Villaescusa, quien en novelas como La tórtola herida (1892) exploró hilos costumbristas con sabor tardorcarlista en el ámbito cultural murciano. En el caso de los demás, el carlismo cumple el propósito de construir el ambiente de tensión. Cuadros de la guerra de Concepción Arenal (1880) está teñido de sentimiento por el registro de autor en el Hospital carlista de Sangre de Miranda de Ebro pero en general se considera un manifiesto antibelicista. Julio Nombela contribuyó en gran medida a la causa carlista como editor y editor, sin embargo, su producción literaria masiva fue silenciada políticamente. Valentín Gómez Gómez había abandonado el carlismo por el conservadurismo antes de iniciar la carrera literaria.

### Pérez Galdós

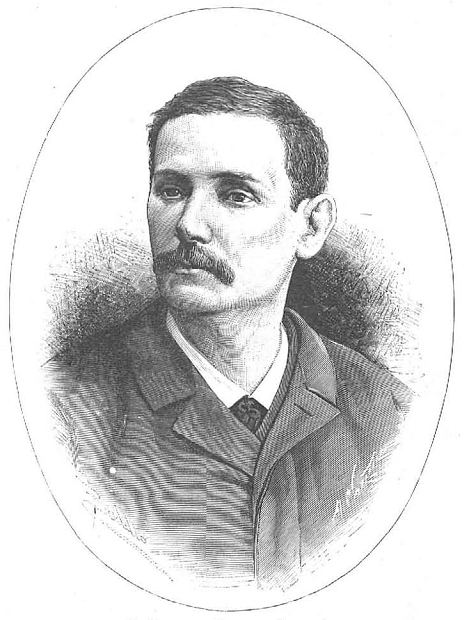
Benito Pérez Galdós

Cronológicamente, el primero de los gigantes de la literatura española que hizo del carlismo un motivo recurrente y clave de sus obras es Benito Pérez Galdós. Las dos primeras series de su monumental ristra de novelas históricas denominadas Episodios nacionales se sitúan antes de 1833 y son las siguientes, escritas técnicamente ya en la época modernista, las que abordan la cuestión de frente. Sin embargo, todavía representan el realismo típico de su autor y difieren significativamente, ya sea en términos de estilo o en el papel del carlismo, de las obras modernistas posteriores. Además, además de los Episodios, Galdós engendró otras numerosas obras con el carlismo como tema, escritas ya desde la década de 1870. Sus objetivos eran claramente educativos; su intención declarada era enseñar a sus compatriotas su pasado. Su militancia política hizo de él el cruzado liberal español por excelencia; como tal, pretendía demostrar el daño que el carlismo había infligido a la nación. Aunque el carlismo disfrutó de un papel visible en la novela histórica anterior, todo lo anterior convirtió a Galdós en una figura que dio forma al retrato literario del carlismo para las generaciones venideras.
En la historia de la literatura, la opinión predominante es que la posición galdosiana sobre el carlismo permanece bastante estable y puede considerarse homogénea. Según esta teoría, el carlismo de Galdós era una bestia monstruosa que, gracias a un enorme sacrificio de sangre, ha sido ahuyentado hacia los bosques. La gente puede deambular libremente por las calles, pero aún se pueden escuchar los aullidos y gemidos del monstruo; dado que el bruto podría reaparecer en la ciudad en cualquier momento, la vigilancia está a la orden del día. Tal perspectiva no dejaba lugar a sutilezas ni a un estudio imparcial y en estos términos la obra de Galdós no difiere de la literatura partidista anterior; quizás el mejor ejemplo de tal hostilidad educativa intransigente sea Doña Perfecta (1876). Una opinión un tanto competitiva es que la perspectiva del autor cambió con el tiempo, especialmente después del desastre de la guerra estadounidense; la confrontación liberal-carlista se redefinió un poco por una nueva perspectiva, y Galdós se volvió menos militante y más historiador. Aunque claramente no demostró simpatía por el carlismo en los volúmenes de la tercera y cuarta serie de Episodios Nacionales, se informa que el movimiento se describe cada vez menos en términos maniqueos e infernales; en ocasiones incluso podría parecer que algunas personalidades, por ejemplo, el protagonista principal de Zumalacárregui (1898), se presentan como modelos a seguir.

### La voz carlista

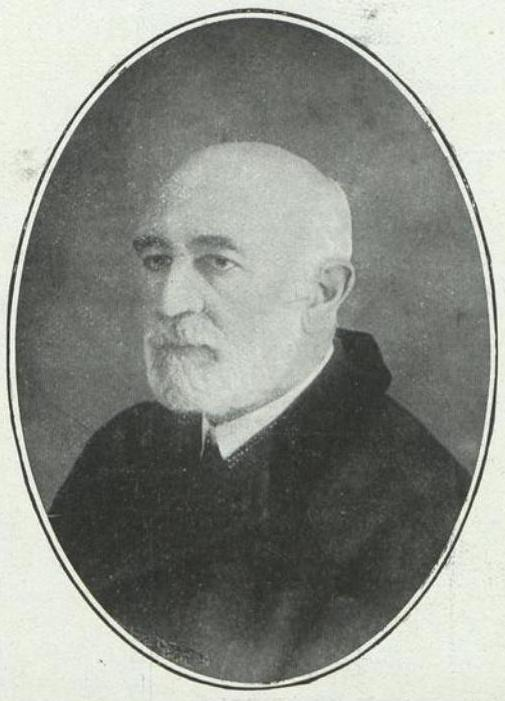
Manuel Polo y Peyrolón

También la tercera guerra carlista desencadenó una respuesta cultural popular, esta vez reducida casi por completo al ámbito lingüístico vasco y eludiendo las típicas categorías históricas; esta producción se reconoce en Karlisten Bigarren Gerrateko bertsoak, antología editada por Antonio Zavala (1997). La respuesta catalana se suele asociar a Jacinto Verdaguer Santaló, considerado por algunos de sus contemporáneos "príncipe de los poetas catalanes". Tradicionalista toda su vida y carlista militante en su juventud, engendró una serie de poemas destinados a ser un elogio del carlismo. Están escritos en catalán, exaltados en estilo y muy explícitos políticamente. Uno de ellos es apodado "el himno carlista" por estudiosos posteriores, pero parece que nunca se imprimió y fue reconstruido sobre la base de los manuscritos de Verdaguer. Las obras carlistas más explícitas jamás escritas en gallego fueron poemas de Evaristo Martelo Paumán. Otro militante carlista, Juan María Acebal, escribió en dialecto asturiano y fue apodado "el príncipe de los poetas bables"; su único volumen Cantar y más cantar: impresiones de Asturias se publicó póstumamente en 1911. No hay poesía carlista destacable en castellano; la mayoría de las piezas están relacionadas con eventos bélicos y granizan los triunfos carlistas, como por ejemplo La Boina del Rey (1874) de Silvestre María Ortiz y Peiro o producción posterior de José Suárez de Urbina. Son más bien curiosidades literarias los intentos de políticos de alto nivel, como Cerralbo o Francisco Martín Melgar, aunque este último obtuvo un premio literario. El propio pretendiente ganó algunos volúmenes de poemas de homenaje, de estilo convencional y pertenecientes al género de poesía cortesana general; Destaca una pieza similar, dirigida a María de las Nieves de Braganza, escrita en occitano por el simpatizante carlista y posteriormente premio Nobel, Frédéric Mistral. Seguro que hubo un flujo paralelo y mucho más amplio de producción similar dedicada a los pretendientes alfonsinos.
En prosa la voz carlista se reduce a pocos autores. Francisco Hernando Eizaguirre probó suerte principalmente como historiador, pero también escribió una novela, Los conspiradores (1885). Guerra sin cuartel de Ceferino Suárez Bravo (1885) es la exaltación del carlismo que más impacto ha tenido entre sus contemporáneos hasta nuestros días; obtuvo el premio Academia. Manuel Polo Peyrolón fue padre de una serie de novelas, algunas vagamente y otras explícitamente promoviendo el carlismo. El primer grupo está formado por Los Mayos (1878), una historia de amor rural pensada como un elogio de la lealtad y la fidelidad y considerada su mejor obra, Sacramento y concubinato (1884) y Quién mal anda, ¿cómo acaba? (1890), todas dirigidas contra los estilos de vida liberales y seculares. Este último grupo está formado por Pacorro (1905), que confronta las hazañas de un joven liberal con las virtudes de un joven carlista, la historia en el contexto de un pequeño pueblo que atraviesa el turbulento período de 1868-1876, y El guerrillero (1906), más de una historia de aventuras; Ambientada durante la tercera guerra carlista, se basó en gran medida en los recuerdos de guerra del hermano de Polo, Florentino. Apreciado en el ámbito conservador como antídoto contra "el veneno de Zola", hoy es considerado un representante de segunda fila de las "novelas de tesis". En teatro la única voz carlista que se escuchó fue la de Leandro Ángel Herrero, historiador y editor más que dramaturgo. Un militante carlista murciano, Carlos María Barberán, ha estado aportando cuentos y poemas desde la década de 1860, pero siguió siendo conocido solo localmente; su drama inédito Los Macabeos (antes de 1891) fue un homenaje a los pueblos antiguos que defendían su identidad religiosa.

## Modernismo
En términos de motivos carlistas, la diferencia clave entre el modernismo y épocas literarias anteriores fue que el movimiento dejó de ser percibido como una amenaza directa. La literatura romántica y realista estuvo definida por la militancia política; los escritores modernistas ya pueden permitirse otra posición. Para ellos, el carlismo es más bien un fenómeno vago del pasado, que se desvanece y aún proyecta su sombra oscura. Por lo tanto, en la literatura modernista su papel es más bien el de catalizar el discurso sobre el yo nacional y la condición humana. El Modernismo fue también el período en el que el carlismo como motivo gozó de máxima popularidad entre los grandes de la literatura española.

### Unamuno
Entre los grandes de la Generación de 1898 Miguel de Unamuno fue cronológicamente el primero en abordar la cuestión carlista en una obra literaria; Paz en la guerra (1897) siguió siendo también su única novela protagonizada por el carlismo, aunque el fenómeno fue tratado también en sus numerosos ensayos, tratados, estudios y todos los géneros que no entran en las bellas letras. Sin embargo, Paz en la guerra es –quizás junto con Zalacaín el aventurero de Baroja y la Sonata de invierno de Valle-Inclán– la obra literaria más conocida relacionada con el carlismo. También es uno de los más ambiguos; El análisis de su mensaje y el papel del carlismo a menudo se ve muy ayudado por citas de obras no literarias o documentos privados de Unamuno. Una opinión académica es que Unamuno cultivó cierta simpatía por el carlismo ya que lo veía claramente como una forma de regionalismo. La opinión que prevalece es que para Unamuno hubo dos carlismos. Una era genuina, arraigada en la población rural pero en gran medida inconsciente, comunitaria si no socialista, federativa y de espíritu anarquista. Este carlismo formó las capas más íntimas del yo español y estuvo presente en la "intrahistoria", término acuñado por Unamuno y comparado con los movimientos masivos, silenciosos e invisibles de las aguas en las profundidades del océano. Otro carlismo fue una superestructura ideológica, construida por "bachilleres, canónigos, curas y barberos ergotistas y raciocinadores", contagiados de integrismo y formando parte de la historia política, ésta comparada con el chapoteo de las olas en la superficie del océano, ruidoso y pintoresco, pero construida en un segundo y desapareciendo en otro.
Los dos carlismos están constantemente presentes en Paz en la guerra, confundiendo tanto a los protagonistas como a los lectores; Inicialmente, Unamuno fue acusado de fomentar las simpatías carlistas, algo que inmediatamente negó. De hecho, para él, el carlismo era un elemento de un proceso dialéctico de formación de la identidad nacional y, como tal, no podía ser simplemente ignorado o rechazado. La visión de Pachico de las últimas páginas de la novela, a saber, que "los dos lados tenían razón y ninguno tenía razón", se suele atribuir al propio Unamuno. El título de la novela podría interpretarse de dos maneras: como bilbaínos encontrando la paz interior en medio del asedio carlista, y como nueva vida naciendo de un enfrentamiento dialéctico. Este enfrentamiento no fue necesariamente simbólico; en numerosas obras y declaraciones, Unamuno elogió abiertamente la guerra civil como medio para superar las diferencias dialécticas. Fue solo una vez que se enteró del número de víctimas mortales de los primeros meses de la guerra civil española que cambió de opinión. Consideró reescribir Paz en la guerra, probablemente con mucha menos comprensión del carlismo; en el último documento escrito antes de morir, Unamuno afirmó que el régimen nacionalista emergente estaba gobernado espiritualmente por un "paganismo tradicionalista católico" de inspiración carlista.

### Valle-Inclán
Entre los noventayochistas Valle-Inclán es quizás la figura más controvertida a la hora de definir su posición frente al carlismo. Queda fuera de toda duda que el motivo, aunque no omnipresente, ocupa un lugar muy destacado en sus novelas, desde la tetralogía Sonatas (1902-1905) a la trilogía La Guerra Carlista (1908-1909) a la serie El ruedo ibérico (1927-1932), además de obras que no entran en los ciclos anteriores, en primer lugar La Corte de Estella (1910). La controversia es si la aparente exaltación del carlismo, demostrada por muchos de sus protagonistas y no pocas veces también por los narradores de sus novelas, debe tomarse al pie de la letra o si forma parte de un discurso irónico y quizás provocador. Citando numerosos e innegables datos biográficos algunos afirman que Valle-Inclán fue un carlista genuino aunque algo heterodoxo. Otros señalan episodios aparentemente incompatibles de su biografía, por ejemplo, recibir un alto honor carlista en 1931, cofundar la Asociación de Amigos de la Unión Soviética en 1933 y declararse admirador del fascismo y Mussolini en 1936; cuadran el círculo al concluir que el carlismo era una de las muchas máscaras que usaba Valle-Inclán.
Resolver el problema sobre la base de la literatura parece casi imposible. Para unos, el carlismo de Valle-Inclán representa grandeza de historia, tradición, idealismo, autenticidad, espíritu de libertad y heroísmo, frente a la estrechez de miras burguesa y la España de los tacaños; es parte del regeneracionismo, un llamado a acabar con el régimen de la Restauración. Para otros, el carlismo representa un mito ambiguo, una ilusión, a veces rayana en la farsa; su función es catalizar un discurso sobre la historia de España, que mezcla la gloria con el absurdo. La ambientación carlista no pretende evocar una melancolía romántica sino todo lo contrario, "para presentar personajes satánicos, brutales o por lo menos misteriosos". Según esta lectura, el carlismo de Valle-Inclán versa sobre la ironía, la caricatura, el esperpento, la parodia y la farsa. Anhelando siempre la grandeza y el idealismo, de hecho encuentra escasa autenticidad en el movimiento, como en algunas de las novelas de Valle-Inclán "solo los ancianos suspiran por lealtad ya desaparecida". Su principal protagonista y quizás el único bueno entre los carlistas que pueblan la gran literatura española, marqués de Bradomín, es un carlista de su propia estirpe.

### Baroja

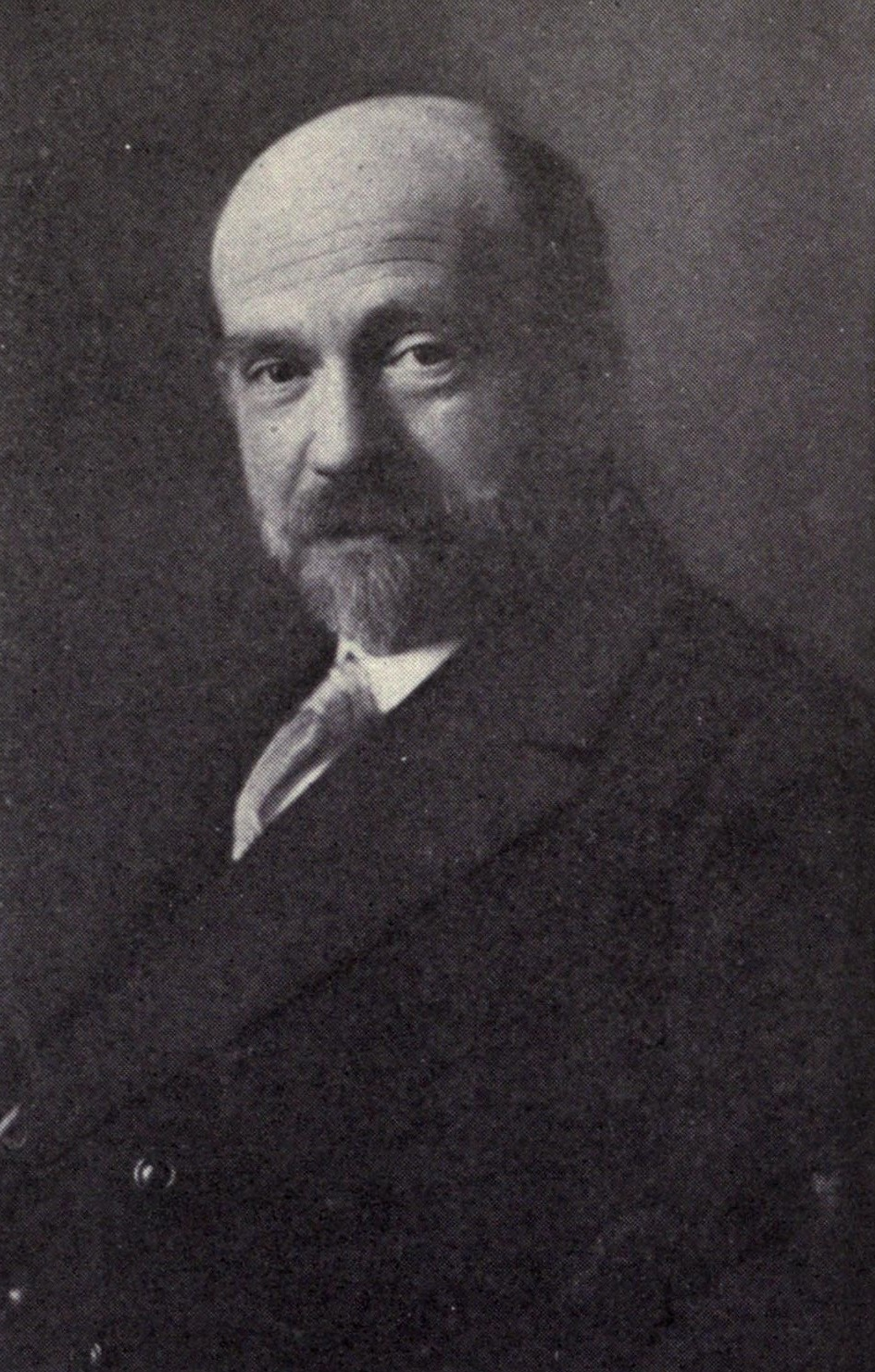
Pío Baroja

Entre los gigantes del Modernismo español Baroja fue el que más contacto personal experimentó con el carlismo, desde su infancia en la sitiada San Sebastián hasta su senilidad en Vera de Bidasoa. El carlismo es el tema central de algunas de sus obras, la más conocida Zalacaín el aventurero (1908), y está muy presente en muchas otras, por ejemplo, 11 de los 22 volúmenes de Memorias de un hombre de acción (1913-1935) están ambientadas durante las guerras carlistas, aunque también está completamente ausente en muchas otras novelas. Entre los noventayochistas –quizás salvo Blasco Ibáñez– Baroja es también el más hostil al carlismo. Aunque lo consideró "cosa muerta" y vio más bien al corrupto régimen de la Restauración como un enemigo clave de su ideal republicano, todavía se acercaba al lúgubre legado carlista como una obsesión para los españoles y más específicamente para los vascos. Desde su perspectiva nietzscheana, el carlismo era el movimiento de los débiles, animado por la Iglesia y que atraía a los incapaces de convertirse en "hombres de acción". Fuertemente atraído por la vitalidad rural, a veces primitiva y brutal pero auténtica, lamentó que fuera secuestrada por la ideología potenciada por los sacerdotes, con el resultado de "la doble bestialidad de ser católico y carlista".
Casi ninguno de los numerosos carlistas que pueblan las novelas de Baroja es un hombre que se unió al movimiento por convicción: son extranjeros, aventureros, criminales que escapan a la justicia, fanáticos ciegos incapaces de razonar, hombrecillos que curan su complejo de inferioridad, muchachos exaltados que tienen lean demasiado, los tontos del pueblo, los que buscan venganza personal, los que intentan hacerse ricos, los que les lavaron el cerebro por parte de los sacerdotes, los quebrantados por el fracaso en el amor, los que están dispuestos a complacerse, los intimidados por su familia para que se unan, los reclutados por la fuerza, etc. y así sucesivamente. Aunque Baroja se sintió atraído por lo que vio como auténtica virilidad rural en las filas carlistas, creía que perduraba a pesar, no por su propia naturaleza carlista. Su protagonista más conocido, Zalacaín, como auténtico hombre de acción no sólo abandona a los carlistas sino que los golpea y engaña. Baroja se cuida de despojar a los carlistas de su notoria apariencia machista, reducidos en su visión a una cobarde brutalidad. No sólo no pueden hacer la guerra como los hombres, siguiendo tácticas cobardes y hostigando a mujeres y niños, sino que también son golpeados en peleas de uno a uno entre jóvenes y pierden miserablemente en la pelota; por supuesto, no son rival para sus oponentes cuando se trata de atraer a las hembras. Un apéndice específico a la concepción del carlismo de Baroja se escribió en julio de 1936, cuando salió de su casa de Vera para presenciar una columna de Requeté en la marcha por Navarra. Fue identificado, personalmente y como enemigo de la religión y del carlismo, y en un camino fue retenido por los carlistas a punta de pistola. Luego de una breve discusión sobre si debería ser ejecutado, el hombre de 64 años salió con un puñetazo en la cara.

### Otros escritores

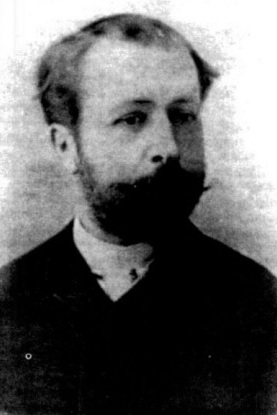
Marian Vayreda

Baroja, Valle-Inclán y Unamuno hicieron del carlismo el protagonista fundamental de las grandes obras modernistas; otro de los noventayochistas, Vicente Blasco Ibáñez, prefirió combatir a los carlistas en las calles y solo les permitió una presencia marginal en sus novelas. El caso más explícito es La catedral (1903); la obra se parece más a un asalto militante al viejo estilo que al ambiguo discurso modernista, ya que los carlistas suelen ser retratados como hipócritas, que en nombre de Dios se involucran en las atrocidades más impías o simplemente se entregan a la mayoría de los placeres terrenales. Otras personalidades de la Generación de 1898 no contaron con el carlismo ni con los carlistas en sus obras; Azorín los enfrentó varias veces en sus contribuciones de prensa, pero no se consideran aquí.
La genuina voz literaria carlista apenas se escuchó durante la época modernista. En prosa el autor más popular fue Antonio de Valbuena, quien desarrolló un género denominado "novela de edificación"; quizás sus muestras, en primer lugar Aqua turbiente, deberían ser vistas como parte de la literatura realista tardía. La novela histórica está representada por Ramón Esparza Iturralde. Las novelas de un fanático carlista Domingo Cirici Ventalló caen en un género de fantasía política; avanzando en una perspectiva carlista atacan la perspectiva liberal; sus obras más conocidas son La República española en 1.91... (1911) y La tragedia del diputado Anfrúns (1917).
En catalán un puesto muy particular lo ocupa Marià Vayreda Vila. Como autor de los heterogéneos breves Recorts de la darrera carlinada (1898) se le compara con autores de relatos bélicos como Hemingway o Babel, mientras que su novela La Punyalada (1904) se cuenta entre las obras maestras de la literatura catalana de todos los tiempos. Ambos están ambientados en el medio carlista, pero su mensaje sigue siendo ambiguo; algunos consideran La Punyalada un discurso velado sobre la naturaleza misma del carlismo. En gallego una novela con claro mensaje tradicionalista fue A Besta! por Patricio Delgado, serializado en un semanario local en 1899-1900. La novela de un ex carlista fue Blancos y negros (1898) de Arturo Campión, un discurso sobre la identidad vasca. Otro ex carlista Ciro Bayo soltó Dorregaray. Una correría por el Maestrazgo (1912), a medio camino entre la novela histórica, el relato de aventuras y el libro de memorias.
Quizás las rimas carlistas más conocidas nacieron en 1908, cuando Ignacio Baleztena escribió la letra en español del himno carlista originalmente vasco Oriamendi. Los primeros intentos de poesía vasca escrita con sabor a carlismo los registra Ramos Azcárate Otegui. Tres poetas carlistas algo populares en la época fueron Pilar de Cavia, Enrique de Olea y Florentino Soria López; especialmente Soria era bastante inequívoco en sus simpatías políticas, como se muestra en el volumen Cantos a la Tradición (1911). Joan Bardina durante su etapa carlista en la década de 1890 engendró poemas militantes y exaltados y sátiras. En el caso del teatro, no precisamente el catalán sino el valenciano fue la lengua que utilizó Eduard Genovès i Olmos, "un Jaumiste de pura sang", al escribir su drama Comandant per capità (1915). Juan Ortea Fernández engendró una comedia en un acto Requeté (1912). El cómico y costumbrista Carlos Arniches, autor de piezas teatrales cómicas de gran popularidad que compitió en la candidatura carlista a las Cortes, se alejó de los temas políticos. El caso de la virulenta zarzuela anticarlista Vaya calor (1908) fue una obra conjunta.
Entre los autores extranjeros se encontraba el estadounidense John Oliver Hobbes y cuatro británicos, que engendraron novelas de aventuras de ritmo rápido: Henry Seton Merriman, Arthur W. Marchmont, GA Henty, y Heber Daniels. Una historia con entidad propia es un cuento muy breve, Ego te absolvo (1905), atribuido por algunos a Oscar Wilde. Auténtico o no, demuestra que la imagen española imperante de un carlista cruzó los Pirineos: un carlista brutal, salvaje y relajado en sus principios religiosos; sin embargo, también hubo estereotipos opuestos. En Francia, el conde de Saint-Aulaire publicó una novela histórica convencional Carlistes et Christinos (1895). En Italia Giovanni Martini, el representante del cattolicesimo intransigente literario, escribió un drama Don Pedro di Elisonda (1900).

## Catastrofismo
La literatura española del siglo XX plantea un gran problema en cuanto a la periodización, con múltiples propuestas contradictorias; parece casi imposible señalar una tendencia literaria estética generalmente aceptada como prevaleciente o incluso especificar límites temporales para un período determinado, independientemente de su posible nombre. La periodización aceptada aquí se centra en la ruptura de las estructuras tradicionales y la inestabilidad extrema, enredada en el conflicto y finalmente produciendo confrontación. Abrigar un concepto de choque violento como resultado ineludible de la crisis actual, desde los tardíos regeneracionistas hasta las personalidades de la Segunda República, es a veces bautizado como "catastrofismo". En cuanto al tema carlista, este período difiere muy claramente del Modernismo; el interés por el carlismo se deterioró, y durante el primoderiverismo y la Segunda República el motivo casi desapareció de la literatura, salvo algunos noventayochistas que continuaron con sus hilos más antiguos. La Guerra Civil produjo una breve avalancha de literatura destinada a movilizar el apoyo a los partidos beligerantes, incluidos los carlistas.

### Novela de entreguerras: grandes nombres

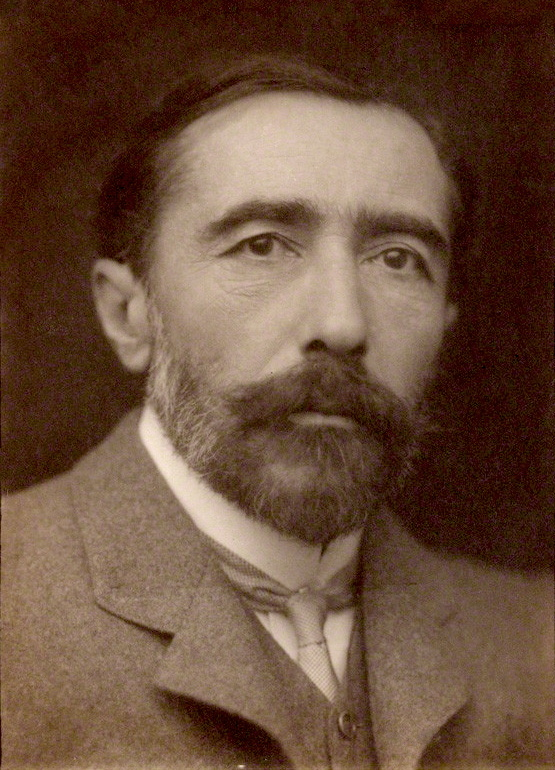
Joseph Conrad

Entre los grandes escritores de la generación de 1898 Baroja siguió escribiendo en la línea que había desarrollado durante el Modernismo, y al menos en términos de hilo carlista las últimas novelas de Memorias de un hombre de acción estrenadas en las décadas de 1920/30 y Zalacaín de 1908 forman la misma obra homogénea. Unamuno ha abandonado el móvil carlista, aunque sigue abordando el fenómeno en sus tratados y estudios. Algunos estudiosos afirman que en el caso de Valle-Inclán se puede hablar de una nueva cualidad, fruto de sus experiencias durante la Primera Guerra Mundial. Inicialmente, cuando en su papel de corresponsal de guerra, Valle-Inclán se hizo pasar por un patriarca carlista, recorriendo el frente con boina roja y equipo semimilitar, pero muchos estudiantes afirman que la guerra cambió su perspectiva sobre la grandeza y la gloria. Sostienen que Valle-Inclán abandonó su anterior carlismo supuestamente genuino y se volvió hacia nuevas ideas, quizás algo atraído por los atractivos tanto del fascismo como del comunismo. El ruedo ibérico (1927-1932) se ve cada vez más saturado de carlismo grotesco y farsante; el cambio se sella cuando marqués de Bradomín finalmente abandona el legitimismo.
Uno de los pocos casos raros de carlismo presentado como motivo clave en los escritos de un gigante literario que no provenía de una cultura hispana es The Arrow of Gold de Joseph Conrad (1919). El escritor polaco-inglés afirmó que él mismo había estado involucrado en el contrabando de armas para los rebeldes a lo largo de la costa mediterránea durante la tercera guerra carlista, pero los historiadores de la literatura no están de acuerdo en si estas afirmaciones deben tomarse en serio. Sin embargo, debe haber presenciado al menos la conspiración carlista en el sur de Francia a principios de la década de 1870 y algunos sospechan incluso una relación amorosa en llamas con motivos carlistas de fondo. The Arrow of Gold parece basarse en gran medida en estas experiencias juveniles, pero el carlismo sirve principalmente como trasfondo que evoca una atmósfera de misterio. Es difícil encontrar simpatía particular u hostilidad particular por el movimiento, sin embargo, muchos estudiosos afirman que el protagonista clave consideró que el alter ego de Conrad fue utilizado cínicamente por los conspiradores carlistas. Por otro lado, la misteriosa heroína de la que se enamora, doña Rita, es carlista, aunque esto parece tener poco que ver con la relación amorosa. En general, la novela se considera un tratado sobre el "límite emocional entre las personas"; Conrad nunca más ha mostrado interés literario por los temas españoles.
El carlismo atrajo también a otro escritor inglés, en ese momento aún por convertirse en eminente, Graham Greene. Ya sea a fines de la década de 1920 o a principios de la década de 1930, escribió El episodio, la novela que narra las experiencias de un joven idealista en un contexto muy poco definido de agitación revolucionaria en la España del siglo XIX; la narración contenía hilos carlistas no marginales. La novela nunca ha sido publicada, pero algunos de sus hilos y protagonistas fueron reciclados en Rumor at Nightfall (1931), la obra considerada la "primera novela católica" de Greene, ambientada en la primera guerra carlista. La acción tórrida de la novela se centra en una relación amorosa y celosa de dos ingleses, que domina sobre la acción política potencialmente emocionante. Los protagonistas se enamoran de una seductora mujer católica, muy parecida a la protagonista femenina de Conrad, Doña Rita, mientras que otro protagonista escurridizo, un comandante carlista Cavera, tiene cierta semejanza con Cabrera. Los críticos consideran que la novela es un intento bastante desafortunado de "combinar las formas conflictivas de un drama moral cristiano y una historia de aventuras internacional"; el papel del carlismo es evocar dilemas morales relacionados con el "intenso espíritu de devoción religiosa".

### Novela de entreguerras: nombres no tan grandes

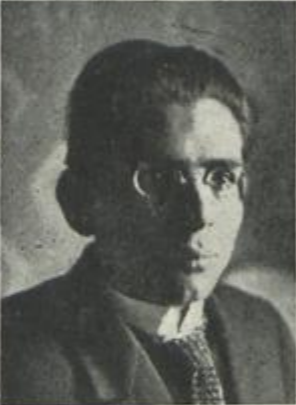
Estanislao Rico Ariza

Otro extranjero que demostró interés por el carlismo fue Pierre Benoit, uno de los escritores franceses más leídos del siglo XX y tradicionalista; se adhirió a su raza secular específica, en Francia moldeada por la personalidad de Charles Maurras. Su Pour don Carlos (1920) estuvo marcada por el estilo característico de Benoit: una trama aventurera bien construida combinada con una buena investigación historiográfica y una psicología algo simplificada; en términos de simpatías políticas, saludaba claramente la causa legitimista. La novela tuvo bastante popularidad y en 1921 sirvió de guion para una película del mismo título, quizás la primera de temática carlista. Un simpatizante legitimista Jules Laborde engendró Une vengeance carliste (1927), ambientada en la tercera guerra carlista. En la Alemania nazi, Johannes Reinwaldt publicó una novela Der Königsthron (1937), ambientada durante la primera guerra carlista. Temas carlistas destacados también en prosa sensacionalista de tercera categoría, p. Don Jaime fue protagonista de Piętno przekleństwa (1924), una novela en polaco del autor ruso Nikolay Breshko-Breshkovsky.
Entre los novelistas españoles Gabriel Miró es un escritor incluido en la Generación de 1914. Destaca porque sus novelas de Oleza, p.ej. El abuelo del rey (1915), ofrecen un discurso velado sobre la tradición y el cambio con el Tradicionalismo presente de fondo. Además, en sus últimas novelas algunas de sus personalidades carlistas, como Don Álvaro de Nuestro Padre San Daniel (1921) y El obispo leproso (1926) escapan al esquema habitual y proporcionan un punto de referencia ambiguo y bastante misterioso. Debido a sus motivos carlistas, algunos estudiosos consideran a Miró como uno de los escritores clave que formaron la imagen literaria carlista. Estanislao Rico Ariza, activo bajo el seudónimo de "Francisco de Paula Calderón", fue un militante carlista implicado en enfrentamientos con los anarquistas. Aprovechando su experiencia de primera mano, publicó una novela única sobre el terrorismo anarquista, Memorias de un terrorista: Novela episódica de la tragedia barcelonesa (1924); 12 años después lo pagó con su vida. Benedicto Torralba de Damas escribe En los nidos de antaño (1926), una novela que en el ámbito tradicionalista le valió el prestigio de "distinguido literato". Dolores Gortázar, militante carlista activo como propagandista a principios de la década de 1920, durante el período primoderiverista fue muy popular como novelista; sin embargo, escribió una prosa banal desprovista de tramas ideológicos. Benjamin Jarnés firmó su Zumalacárregui, el caudillo romántico (1931) de una manera muy peculiar; su protagonista se presenta más que un héroe militar, como una genial encarnación de la individualidad que podría haber sido un icono tanto de los carlistas como de los liberales, "artista de la acción". Villaescusa se destacó en la prosa histórica con La odisea de un quinto (1930), la novela con sabor a tradicionalismo ambientada en la tercera guerra carlista; de género similar, Florentino Soria López realizó Los titanes de la raza (1925), recalcando más un exaltado patriotismo en lugar de carlismo. Antonio Pérez de Olaguer comenzó su carrera literaria posterior de larga duración con un género algo nuevo, una novela grotesca La ciudad que no tenía mujeres (1932).
Entre los escritores de clara visión anticarlista destaca Félix Urabayen, que ambienta algunas de sus novelas en Navarra. En El barrio maldito (1925) retrata a la provincia bajo el control reaccionario de los carlistas, quienes tradicionalmente son presentados como hiprócritas; en Centauros del Pirineo (1928) de una manera un tanto barojiana aclama a los contrabandistas, que representan la "sensibilidad fina, moderna, europea" frente al "elemento tradicionalista". En otro bastión carlista, Cataluña, hay que señalar a Pedro Corominas, cuyo afán anticarlista culmina en la novela Silèn (1925); sin embargo, aunque era un hombre de convicciones vehementemente liberales, todavía prefería el triunfo carlista a la continuación de la corrupta monarquía alfonsina. El futuro presidente del Gobierno y presidente de España, Manuel Azaña, en su Fresdeval (1931) describía al carlismo como una reliquia medio muerta -aunque retratada con cierta melancolía- de la vieja España aristocrática.

### Teatro y poesía

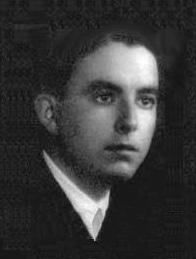
José María Hinojosa

El drama perdió importancia como campo de batalla político ya a mediados del siglo XIX, pero los ecos de los debates relacionados con el carlismo también se escucharon entre los dramaturgos. Entre la avalancha de piezas teatrales pro-republicanas de la década de 1920 o incluso dramas más militantes de izquierda de principios de la década de 1930, muchas contenían hilos carlistas más o menos explícitos. Por su autor un buen ejemplo es La corona (1931) de Manuel Azaña; presentaba a un tradicionalista, Aurelio, que primero lidera un golpe contra el gobernante legítimo y luego asesina a un protagonista liberal. Mucho menos populares fueron las obras escritas por los carlistas, escenificadas en escenarios locales, círculos carlistas o establecimientos religiosos. Dentro de este campo ocupó una posición particular Manuel Vidal Rodríguez, relacionado con la rama integrista del Tradicionalismo. En las tres primeras décadas del siglo XX, estuvo contribuyendo como prosaista y editor, aunque especialmente como dramaturgo; sus dramas abarcan temas religiosos en un marco histórico, como La Reina Lupa (1924). Su posición en el campo de las letras, sin embargo, se deriva más bien de su papel como profesor de lengua y literatura castellanas en la Universidad de Santiago de Compostela. La simpatía por el carlismo es claramente visible en los primeros trabajos de José del Río Sainz; culminaron en su poema dramático La amazona de Estella (1926), considerado un homenaje carlista. También hubo algunos, generalmente jóvenes asociados al carlismo, que probaron suerte como dramaturgos. Antonio Pérez de Olaguer se hizo un nombre en el ámbito carlista de principios de la década de 1930 como novelista y ensayista, aunque también contribuyó al teatro. Junto con Benedicto Torralba de Damas, fue el autor de Más leal que galante (1935), un manifiesto teatral carlista bastante singular y explícito que le valió el estatus de celebridad literaria partidaria. Pocos dramas militantes y moralizantes catalogados como costumbrismo nostálgico fueron escritos por Jaime del Burgo. Hoy obras como Lealtad (1932), Cruzados (1934), Al borde de la traición (1936) son consideradas "ejemplos de teatro carlista tradicionalista", con el objetivo fundamental de presentar la Navarra genuina y sus costumbres como fortaleza de valores tradicionales
En poesía, Cristóbal Botella y Serra siguió publicando poesía bajo seudónimos en periódicos integristas como El Siglo Futuro hasta que murió en circunstancias poco claras a principios de la década de 1920. Otro retoño poético carlista fue Florentino Soria López, que abandonó el jaimismo y se puso del lado de los rebeldes mellistas, fusionándose más tarde en instituciones primoderiveristas. El viejo dirigente del partido ortodoxo José Pascual de Liñán y Eguizábal prosiguió también con piezas poéticas, sus versos clásicos ensalzando las virtudes tradicionales españolas, comentando acontecimientos en curso y homenajeando a grandes hombres del carlismo. Algunos extranjeros lo consideraban "el mejor poeta español". Un poeta de la generación más joven, Manuel García-Sañudo, cuyo afán carlista literario lo llevó entre rejas durante los últimos años de la Restauración, pasó de las primeras letras de Sonetos provincianos (1915) y Romance de pobres almas (1916) a estrofas más beligerantes relacionadas con su destino en Marruecos. Francisco Ureña Navas, editor carlista de Jaén, fue reconocido localmente por sus poemas costumbristas, publicados en Alma española (1918) o Hojas y flores (1922); fue el líder de una agrupación poética local "El Madroño". Luis Carpio Moraga, escritor baezano, escribió un soneto en honor al político carlista Juan Vázquez de Mella pocos días antes del comienzo de la guerra civil española. Por último, pero no menos importante, en el extremo vanguardista estaba José María Hinojosa, el joven cacique carlista de la provincia de Málaga y colaborador de la poesía surrealista española; sin embargo, en lugar de temas carlistas avanzó una visión un tanto icononoclasta. Hinojosa, junto con Ureña Navas, Torralba de Damas, Carpio Moraga y Rico Ariza, figura entre los escritores carlistas asesinados por sus adversarios políticos. En gallego la poesía tradicionalista fue aportada por Enrique García-Rendueles.

### Literatura de guerra

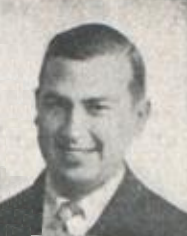
Antonio Pérez de Olaguer

El estallido de la guerra en 1936 desencadenó una avalancha de obras literarias destinadas a movilizar apoyo y mantener el entusiasmo. La producción literaria de los republicanos se mantuvo muy por debajo de la del lado opuesto; en ninguna de las 30 obras identificadas hay un personaje carlista digno de mención aunque algunas presentan temas carlistas, como A sangre y fuego de Manuel Chaves Nogales (1937) o Loretxo de Txomin Arruti (1937). Entre los nacionales había al menos 10 novelas que tenían a los carlistas como grandes protagonistas. Todos caen en la versión bélica de la novela de tesis; escritos con claros objetivos moralizantes en mente, ofrecen una narrativa poco elaborada y personalidades maniqueas incompletas. Esta oleada de novelas que glorificaban al carlismo duró poco y, en ocasiones, se la denomina el "canto del cisne" literario carlista; Después del decreto de unificación de 1937, la literatura se adaptó cada vez más para encajar en la propaganda oficial, lo que permitió hilos carlistas solo cuando conducían a la fusión en FET.
La novela señalada como la más propia de la visión literaria carlista de la guerra es El teniente Arizcun de Jorge Claramunt (1937); otros candidatos son El Muro de José Sanz y Díaz (1937) Guerra en el frente, paz en las almas (1936), Hágase tu voluntad (1937), La Rosa del Maestrazgo (1939) de Concepción Castella de Zavala; Rosa-roja y flor de lis (1936), La mochila del soldado (1937) de Juan Bautista Viza, y las novelas de Jesús Evaristo Casariego: Flor de hidalgos (1938) y especialmente La ciudad sitiada (1939), este último bautizado como "patética apología del carlismo". La promesa del tulipán de Ignacio Romero Raizábal (1938) es algo distinta ya que su protagonista no es el idealista de siempre sino un sibarita que evoluciona antes de presentarse voluntario a Requeté y encuentra recompensa, también en asuntos del corazón. La enfermera de Ondárroa de Jorge Villarín (1938) se centra atípicamente en la figura femenina, que muere con Viva Cristo Rey en los labios. A diferencia de una obra característicamente posunificadora de Villarín y como Casariego, Pérez de Olaguer en los cuentos Los de siempre (1937) y una novela Amor y sangre (1939) avanzó la causa carlista hasta los límites permitidos por la censura, heroica Los carlistas también son protagonistas de Por mi Patria y por mi dama de Ramón Solsona y Cardona (1938). Triunfo y En la gloria de amanacer de María Sepúlveda (ambas de 1938) son muestras de novelas donde los carlistas no dominan, fusionados en una mezcla patriótica perfectamente esperada por el régimen. Una versión infantil de la literatura bélica fue una revista carlista de Pelayos.
La guerra civil española desencadenó una respuesta literaria masiva en el extranjero, pero la mayoría de los autores ignoran los hilos carlistas; están ausentes en obras conocidas como The Confidential Agent de Graham Greene (1939) y L'Espoir de André Malraux (1945), o en la mayoría de las piezas menores, aunque hay excepciones. Definitivamente, la obra literaria más famosa escrita durante o poco después de la guerra civil española, Por quién doblan las campanas de Ernest Hemingway (1940), se relaciona sólo marginalmente con el tema carlista. Un teniente de carácter secundario Paco Berrendo no se parece al típico monstruo literario carlista; también se retrata con compasión un requeté montado anónimo, fotografiado por Robert Jordan, fruto quizá no tanto de la idea del carlismo de Hemingway como de su fascinación por Navarra. Sin embargo, el tema carlista atrajo también a algunos escritores menos conocidos. Una novela de calidad literaria superior a la media es Requeté del autor francés Lucien Maulvault (1937). El trabajo se destaca por los trasfondos psicológicos, los giros y vueltas impredecibles de la trama y la perspectiva trágica general. Simpatizante del esfuerzo del requeté más que del carlismo como tal, la novela lamenta el horror de la guerra civil y parece una preconfiguración de la literatura existencialista; otros subrayan más bien que "articula la estética del compromiso".

## Franquismo
Los problemas de terminología y periodización relacionados con la historia de la literatura española del siglo XX se aplican también a los años posteriores a la Guerra Civil. El "franquismo" es generalmente un término que se usa para denotar un sistema político, no una tendencia cultural o literaria prevaleciente, aunque también podría emplearse en este modo. Las designaciones alternativas aplicadas a la cultura de la época son "nacionalcatolicismo" o "fascismo", aunque ambas están en disputa. En cuanto al motivo carlista en la literatura, el período está marcado por un enfoque específico, que estaba fuertemente relacionado con el control oficial sobre la vida cultural y que reflejaba el papel político del carlismo en la España franquista. El carlismo fue bienvenido cuando se presentó como un movimiento glorioso del pasado; por otro lado, el carlismo no fue bien recibido como propuesta cultural para el presente. La novela que se convirtió en best-seller ambientada en la Guerra Civil y publicada en la España franquista, Un millón de muertos de José María Gironella (1961), también presentaba a los carlistas en términos muy ambivalentes.

### Novela de tesis

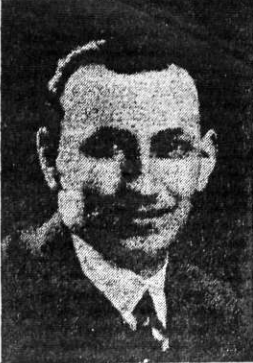
Francisco López Sanz

Durante las primeras décadas de la posguerra española la tendencia que predominó claramente en lo que se refiere a la temática carlista fue la continuación de las novelas de corte bélico; fue visible en la década de 1940 pero comenzó a secarse y desapareció casi por completo en la década de 1950. Ninguna de las características clave cambió: objetivos moralizantes persistentes, personajes incompletos y maniqueos, escenario de la Guerra Civil, trama animada pero predecible. A medida que la Falange ganaba claramente la delantera en la lucha interna por el poder, también empezó a prevalecer la perspectiva histórica falangista, con los personajes carlistas relegados a papeles secundarios en la narrativa; es el caso de Rafael García Serrano y su La fiel infantería (1943), Cuando los dioses nacían en Extremadura (1947), Plaza del Castillo (1951) o Los ojos perdidos (1958). Casariego siguió escribiendo, pero la más exitosa de sus novelas bélicas, Con la vida hicieron fuego (1953), no contenía hilos carlistas. Reeditado varias veces y traducido al francés, inglés, alemán e italiano, presentaba al hijo de un pescador convertido en comandante de la marina; la novela pronto sirvió como guion para una película. José Sanz y Díaz siguió escribiendo, publicando -entre numerosas obras no narrativas- las novelas El secreto del Lago (1943) y La herrería de Hoceseca (1950). Con capa y chistera (1945) y Mi ciudad y yo (1948) son traducciones al español de novelas originalmente catalanas de Ramón Solsona, ambas fuertemente basadas en su propia experiencia cuando se escondió en la zona republicana.
En la década de 1940, Eladio Esparza escribió una serie de novelas que no respaldaban explícitamente el carlismo, sino que formaban un elogio del tradicionalismo general que dio lugar a las corrientes carlistas. Las novelas de Jaime del Burgo asumieron un formato heterogéneo. Su Huracán (1943) fue una novela bastante convencional inicialmente ambientada en la Barcelona de preguerra. El valle perdido (1942) involucraba hilos mágicos. Finalmente, Lo que buscamos (1951) tradicionalmente aclamado méritos patrióticos pero abrazado el tono de amargura y naturalismo, si no de melancolía. La casa de la militante carlista Dolores Baleztena (1955) rastrea a una familia navarra que cultivó los valores familiares y regionales al vivir en Idaho. Cronológicamente la última novela del género es ¡Llevaban su sangre! de un prolífico editor carlista Francisco López Sanz (1966). La novela destaca por su intransigencia política, especialmente porque fue recomendada más de un cuarto de siglo después del final de la Guerra Civil; López argumentó que los republicanos derrotados no merecían ninguna compasión, ya que responderían con una "imperdonable ingratitud". Novelas que afrontaban claramente la unificación franquista no tuvieron posibilidades de ser publicadas y quedaron manuscritas, como Camino de la Cartuja de Ramón Niubó Aymerich. Las únicas novelas de tesis relacionadas escritas en el exilio identificadas son Ekaitzpean de José Eizagirre (1948) y Laztantxu eta Betargi de Sebert Altube (1957). El primero presenta a un patriarca carlista vasco que decide unirse a los gudaris, el segundo retrata a una niña de una familia acomodada que tiene que vencer la resistencia de sus parientes carlistas para casarse con un simple trabajador, nacionalista vasco. No exactamente novelas de tesis, sino novelas que ofrecen una visión historiográfica tradicionalista del pasado italiano son obras de Carlo Alianello, algunas de las cuales, como L'eredità della priora (1963), contienen hilos carlistas explícitos.

### Novela de aventura

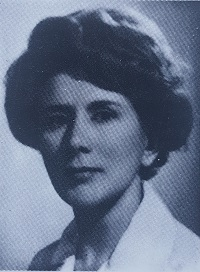
Carmela Gutiérrez de Gambra alias Miguel Arazuri

Muchas de las novelas de tesis de la época de la guerra se basaron en intrigas llenas de acción, pero los persistentes objetivos moralizantes y el claro propósito pedagógico, si no propagandístico, generalmente prevalecieron sobre sus características aventureras. No es el caso de otro subgénero novelístico, donde la aventura está en primer plano; podría estar ambientado en un escenario histórico o contemporáneo. En la historia de la literatura española se las denomina "novela de aventura" o, generalmente cuando prevalecen los hilos románticos, "novela rosa", esta última destinada principalmente al público femenino. Este tipo de literatura fue otra protagonizada por los hilos carlistas y los protagonistas carlistas; a diferencia de las novelas de tesis, las obras que entran en esta rúbrica generalmente, aunque no siempre, se ubicaron en el marco histórico, especialmente durante las guerras carlistas del siglo XIX. Especialmente en el caso de los autores carlistas, tal trasfondo permitía una mayor flexibilidad a la hora de promover su causa política, sujetos a un escrutinio de censura mucho más riguroso en el caso de la última guerra civil. Esta literatura estuvo en auge desde la década de 1940, convirtiéndose a mediados del franquismo en la plataforma clave para sostener la presencia carlista en la cultura.
La mayoría de los autores carlistas que contribuyeron a la propaganda del partido como redactores, editores o autores de novelas de tesis se adentraron en la novela de aventuras. Casariego publicó Jovellanos, o el equilibrio: ideas, desventuras y virtudes del inmortal hidalgo de Gijón (1943) y Romances modernos de toros, guerra y caza (1945). Pérez de Olaguer se especializó en literatura de viajes pero también fue padre del Hospital de San Lázaro, subtitulado "autobiografía novelesca" (1953). Sanz y Díaz estuvo más cerca de formatear sus novelas como novela histórica al centrarse en personajes históricos en Santo Tomás de Villanueva (1956), Castillos (1959) o Tirso de Molina (1964). Ignacio Romero Raizábal satura de tradicionalismo sus Como hermanos (1951), Héroes de romance (1952), 25 hombres en fila (1952) y El príncipe requeté (1965). Sin embargo, dos prolíficos autores carlistas que destacaron en esta literatura fueron mujeres, Concepción Castella de Zavala (unas 15 novelas), y Carmela Gutiérrez de Gambra como "Miguel Arazuri" (unas 40 obras). Sus novelas se proyectan en escenarios muy diferentes, desde principios del siglo XIX hasta la España contemporánea. Destinados a un público popular, son una lectura fácil, con tramas aventureras o románticas; los carlistas aparecen a menudo como protagonistas clave. Si bien los escritos de Romero Raizabál, quien también escribió poesía, reflejan una inclinación por el formato sentimental, no es el caso de Arazuri/Gutíerrez. Intelectual analítica, diagnosticó que en una cultura dominada por los medios de comunicación la difusión era clave, y el carlismo estaría mejor servido por novelas sencillas pero populares que por grandes obras sofisticadas leídas por pocos. Les històries naturals de Joan Perucho (1960) fue una fantasía vampírica muy popular que inició la tendencia, popular más tarde, a desviarse cada vez más de una típica historia de aventuras. Un lugar propio lo ocupa Josep Pla, al que algunos denominan "obsesionado con el carlismo". El tema aparece con frecuencia en sus escritos discursivos, pero también en la ficción, por ejemplo, en Un señor de Barcelona (1951); lo retrató "com un tret important de la nostra historia i com un antecedent d'un determinat corrent dins el catalanisme".

### Poetas
En poesía José Bernabé Oliva estrenó, entre intentos prosaicos, Hispánica: Romancero de Mío Cid y otros poemas (1942), pero su aporte queda empequeñecido -al menos en términos numéricos- por los poemas de Manuel García-Sañudo, que siguió escribiendo desde la década de 1910; sus volúmenes poéticos Las razones de Alonso Quijano (1941), El dolor de Cádiz (1947), Elogio de Marchena (1951) giran en torno a temas tradicionales. Una exaltación directa del carlismo es la poesía de un religioso, Antonio Sánchez Maurandi, un combatiente del requete Germán Raguán, autor conocido por su poemario único Montejurra (1957), y éste de Máximo González del Valle, cuyos poemas - p.ej Elegía de los Requetés (1966) - se encuentran dispersos en unos pocos volúmenes. Sin embargo, fue Ignacio Romero Raizábal quien emergió como el hombre de bellas letras claramente carlista más conocido del franquismo, especialmente porque siguió publicando hasta principios de la década de 1970 y se convirtió en una especie de patriarca literario carlista; Además de novelas y no ficción solía publicar también poemas, algunos incluidos en una antología de 1955 de la poesía española de todos los tiempos. Un autor que permanece casi olvidado pero cuya obra poética se encuentra entre las más interpretadas durante las ceremonias militares oficiales en la España actual es Martín Garrido Hernando, quien se presentó voluntario a las tropas carlistas durante la Guerra Civil a la edad de 40 años. Escribió un poema titulado Soneto a los Caídos, pensado como un lamento por los muertos carlistas y nacionalistas. Con el tiempo, el poema con la música que lo acompaña fue aceptado por el ejército y se interpreta durante los funerales militares. Sin embargo, se ha cambiado la letra original: se reemplazaron los pasajes "Inmolarse por Dios" y "servir al Rey".
La estrella en ascenso de la poesía fue Rafael Montesinos, quien de adolescente se ofreció como voluntario para requeté. Desde la década de 1940 siguió publicando regularmente poesía, lo que le valió el Premio Ateneo de Madrid de 1943 y el Premio Ciudad de Sevilla de 1957; durante el franquismo editó al menos 10 volúmenes: Balada del amor primero (1944), Canciones perversas para una niña tonta (1946), El libro de las cosas perdidas (1946), Las incredulidades (1948), Cuaderno de las últimas nostalgias (1954), País de la esperanza (1955), La soledad y los días (1956), El tiempo en nuestros brazos (1958), La verdad y otras dudas (1967) y Cancionerillo de tipo tradicional (1971). Desprovista de hilos claramente carlistas o costumbristas, su poesía se mueve entre la ironía y la melancolía. En cuanto al estilo se le considera discípulo del poeta romántico sevillano Gustavo Adolfo Bécquer, a quien Montesinos dedicó un estudio aparte. Sin embargo, es más conocido como el espíritu impulsor de La Tertulia Literaria Hispanoamericana, sesiones semanales de poesía en vivo; el evento fue lanzado en 1952 y ha venido operando como parte de varios marcos institucionales; el proyecto sobrevivió al franquismo y le valió a Montesinos un prestigio, especialmente entre las generaciones más jóvenes.

## Literatura contemporánea
La caída del franquismo marcó un cambio en el escenario cultural español, aunque fue en la década de 1990 cuando la reacción antifranquista comenzó a prevalecer sobre el enfoque previamente dominante de "no volvamos a esto". En cuanto al tema carlista, las obras literarias se dividen en dos rúbricas. La mayoritaria trata sobre el carlismo como escenario de relatos de aventuras, generalmente combinados con elementos de novela histórica, psicología, romance, fantasía, historia alternativa, terror, etc.; Históricamente, estas obras suelen estar ambientadas, aunque no siempre, en el siglo XIX. Otro, el minoritario, forma parte de un discurso sobre el yo español de diseño amplio, con puntos de referencia clave marcados por una mentalidad democrática, tolerante y progresista; estas obras tienden a centrarse en el siglo XX. En ninguno de los anteriores el carlismo ocupa una posición central o de primer orden.

### Literatura juvenil

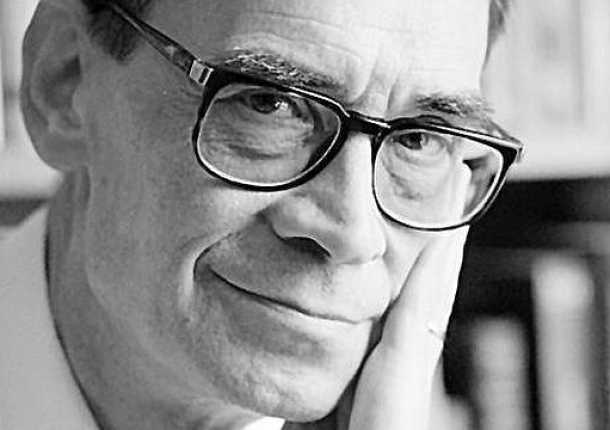
Carlos Pujol

Definitivamente, el papel más popular del carlismo en la literatura contemporánea es proporcionar un escenario para las novelas de aventuras, apodadas también por algunos estudiosos como "literatura juvenil". Los autores "ajustan sus propuestas a los nuevos valores de los subgéneros actuales para lectores jóvenes como el misterio, la novela histórica, los libros de conocimiento, la metaficción", con protagonistas al estilo de Zalacaín. Las novelas continúan la literatura aventurera de la época franquista; la diferencia es que son cada vez más sofisticados y ya no contienen propaganda carlista velada. En términos de mensaje clave, promueven elogios de valores generales como la amistad, la lealtad, el coraje, y difícilmente pueden asociarse con un campo en particular, aunque en algunos casos, p.ej. Atxaga o Landaluce, los protagonistas carlistas parecen ser tratados con especial simpatía; también suelen transmitir un mensaje más o menos explícito sobre lo absurdo de las guerras civiles. Suelen estar ambientados en el siglo XIX; la última guerra civil todavía parece un tema demasiado delicado para tal literatura.
Hay al menos 50 novelas que pertenecen al género identificado. Entre los primeros destacan títulos El capitán Aldama de Eloy Landaluce Montalbán (1975) y Un viaje a España de Carlos Pujol (1983), considerados por algunos en las fronteras de la "literatura juvenil". Más tarde comenzaron a surgir subgéneros. El mainstream era básicamente un relato de aventuras: El cementerio de los ingleses de José María Mendiola (1994), Un espía llamado Sara de Bernardo Atxaga (1996), El oro de los carlistas de Juan Bas (2001) o Corazón de roble de Emili Teixidor (2003). Un ejemplo de literatura educativa para niños es Las guerras de Diego de Jordi Sierra i Fabra (2009), Las huellas erradas de Eduardo Iriarte (2010) revela rasgos de un cuento gótico, Un carlista en el Pacífico de Federico Villalobos (1999) aborda un ejercicio de historia alternativa, Veinticinco cartas para una guerra de Arantzazu Amezaga Iribarren (1999) es más un romance, mientras que El capitán carlista de Gerardo Lombardero (2012) se inclina hacia la psicología. Algunos como Sangre de guerrillero de Alain Martín Molina (2016) no se preocupan mucho por el detalle histórico. La novela del género "literatura juvenil" que destaca por un claro afán costumbrista es Ignacio María Pérez, acérrimo carlista, y los suyos de María Luz Gómez (2017); sigue la historia de 6 generaciones, desde la primera guerra carlista hasta la era postfranquista. Algo similar es Heterodoxos de la causa de Josep Miralles Climent (2001), novela escrita por un militante del Partido Carlista; rastrea a una familia carlista castellonense a lo largo de los últimos 100 años. Más allá de España, el carlismo perdió su atractivo como tema literario y está casi ausente. Una excepción es una novela "transponible" The Flame is Green de RA Lafferty (1971), a veces categorizada como ciencia ficción ya veces como literatura cristiana; otra es ¡Viva Zumalakarregui! de Valentino Pugliese (2009), más bien una típica prosa de aventuras.

### Novela histórica

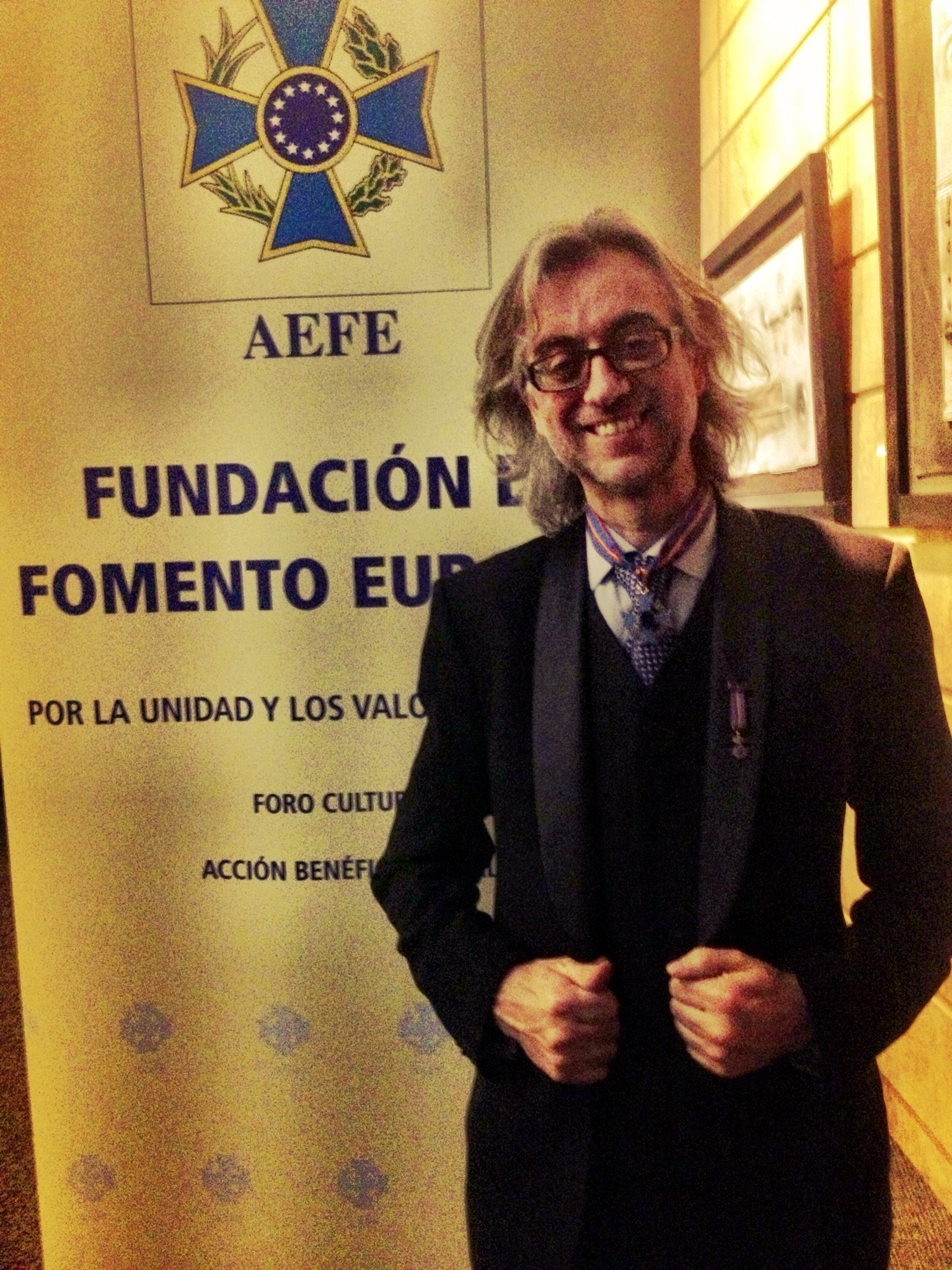
Víctor Amela

Hay un grupo de novelas que podrían clasificarse dentro del género de aventuras, pero se destacan porque se centran en los detalles históricos, presentan (a veces de manera extensa o como protagonistas clave) figuras históricas, y sus autores parecen más preocupados por el análisis histórico que con ofrecer una trama interesante. Los casos límite son Galcerán, el héroe de la guerra negra de Jaume Cabré Fabré (1978) y La filla del capità Groc (La hija del capitán Groc) de Víctor Amela (2016), ambos galardonados con premios literarios. Centrados en los comandantes carlistas Jeroni Galceran y Tómas Penarrocha, ofrecen quizás demasiado de psicología y brutalidad para una típica historia de aventuras; este último fue comparado con La Punyalada y criticado por su excesivo celo carlista. Hay una serie de novelas centradas en Ramón Cabrera, algunas que ofrecen perspectivas originales. El tigre rojo de Carlos Domingo (1990) está diseñado como un homenaje poco ortodoxo a un hombre libre, siempre dispuesto a perseguir sus convicciones sin importar las circunstancias políticas; saludando la salida tardía de Cabrera de la vía legitimista, en modo alguno puede considerarse una lección carlista ortodoxa. Mezcla de erudición y creatividad es El testamento de amor de Patricio Julve de Antón Castro (1996). El rey del Maestrazgo de Fernando Martínez Lainez (2005) se centra en los últimos días del general y este es también el caso de El invierno del tigre: la aventura vital del héroe carlista Ramón Cabrera de Andreu Carranza (2006), ambas obras calibrado como análisis psicológico. La bala que mató al general de Ascensión Badiola (2011) se centra en Zumalacárregui. Ninguno de los pretendientes, especialmente el pintoresco y carismático Carlos VII, ha llamado la atención de los autores actuales.
Noticias de la Segúnda Guerra Carlista de Pablo Antoñana (1990) destaca por su escala épica, popularidad y prestigio del autor. Refleja el intento unamuniano de seguir "la historia interior" hecha por las masas mudas y se adhiere a la teoría de dos carlismos, el popular y elitista. Repite también el error unamuniano de tomar al pie de la letra el supuesto elogio de Marx al carlismo; además, se considera que transmite la visión pesimista de la guerra civil como parte intrínseca de la historia española. La flor de la Argoma de Toti Martínez de Lezea (2008), la autora especializada en literatura juvenil, está esta vez destinada a un público maduro y es un discurso simbólico sobre los paroxismos de la ideología. El médico fiel de Antonio Villanueva (2010) retrata la primera guerra carlista en términos de los horrores del conflicto armado, mientras que La sima de José María Merino (2009) es un lamento un poco más típico de las bajas de las guerras fratricidas. El baró d'Herbes de Antonio Calero Picó (2001) es un caso de extrema erudición –éste sobre el Maestrazgo– que se impone a la habilidad narrativa del autor.

### Literatura sobre la Guerra Civil 1936-1939

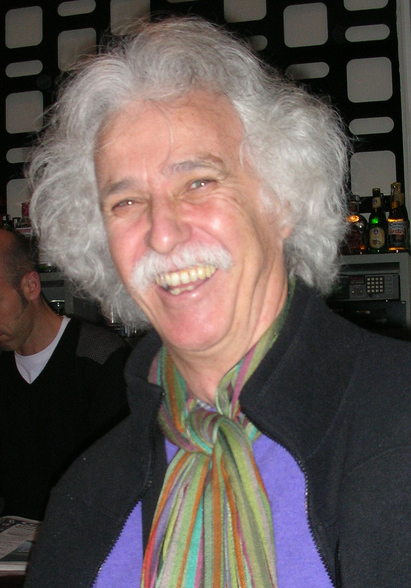
Irigoien

La guerra civil española es inmensamente popular como escenario de la prosa narrativa contemporánea y como materia de discurso literario. Miles de títulos de ficción relacionados se han publicado en España tras la caída del franquismo; solo en el siglo XXI han aparecido en el mercado, hasta la fecha, 1.248 obras de este tipo. Varias de ellas no presentan en absoluto motivos carlistas. Muchas novelas contienen solo motivos carlistas marginales, supuestamente para agregar autenticidad a la trama; algunos como El ultimo invierno de Raúl Montilla (2012) pueden reconciliarse con la historiografía; otros, como El jinete polaco de Antonio Muñoz Molina (1991), sin embargo, no.
El único novelista español galardonado con el Premio Nobel de Literatura, Camilo José Cela, ambienta la mayor parte de su Mazurca para dos muertos durante la guerra civil de 1936-1939; la trama carlista está casi ausente, salvo algunos comentarios y un personaje histórico marginalmente mencionado, María Rosa Urraca Pastor, que recibe su cuota de burla no mayor que la reservada a otros protagonistas. Los trabajos académicos sobre la última guerra civil tal como se reflejan en la literatura española no mencionan el carlismo o lo mencionan solo marginalmente.
Son pocas las novelas en las que al carlismo se le concede algo más que un protagonismo insignificante. Está moderadamente presente en Herrumbrosas lanzas de Juan Benet (1983), un volumen extraordinario y monumentalmente épico que, aunque sólo sea por su tamaño, ofrece numerosos comentarios sobre el carlismo; su protagonista clave, Eugenio Mazón, proviene de una familia carlista y en un momento él mismo es seducido por el carlismo; el discurso es en gran medida una referencia a los conceptos barojianos y unamunianos de varios ingredientes en fusión.
No exactamente a la misma escala pero tampoco tan diferente enfoque se demuestra en Poliedroaren hostoak de Joan Mari Irigoien Aranberri (1983), una visión de la historia reciente del País Vasco narrada a modo de relato de dos familias, una carlista y otra liberal; escrito en euskera, fue galardonado con varios premios. Gironella publicó la cuarta novela de su serie épica, Los hombres lloran solos (1986), y los personajes carlistas que creó 25 años antes asumieron una forma algo posfranquista. Verdes valles, colinas rojas de Ramiro Pinilla (2004-2005) avanza la tesis de que una vez iniciadas, las guerras nunca terminan; el protagonista para probar el punto es un sacerdote carlista padre Eulogio del Pesebre, obsesionado con visiones de conflicto y venganza. El requeté que gritó Gora Euskadi de Alberto Irigoyen (2006) está escrito por un uruguayo descendiente de requeté; retratado como protagonista clave de la novela, el excombatiente carlista se da cuenta, en un momento dado, de la injusticia de la guerra.
La novela más hostil al carlismo es probablemente Antzararen bidea de Jokin Muñoz (2008), que reiteradamente se refiere a la represión antirrepublicana ejercida en Navarra por los carlistas. Sus personalidades maniqueas son representativas de la "novela do confrontacion historica" escrita por autores jóvenes que construyen su propia identidad a través del "acto afiliativo" frente a los combatientes republicanos. La enfermera de Brunete de Manuel Maristany (2007) es un ejemplo de género de aventuras y romance, que presenta inusualmente a un carlista como protagonista clave. Una especie de hito es En el Requeté de Olite de Mikel Azurmendi (2016); es la primera novela identificada que claramente y sin reservas simpatiza con un carlista por ser carlista. Celebrado en agrupaciones con sabor a carlismo, atrajo fuertes críticas de muchos otros lados.

### Teatro y poesía

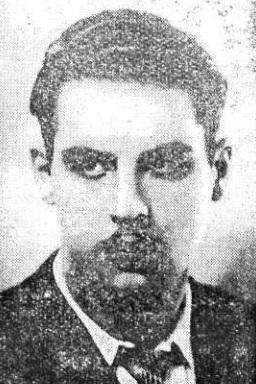
Jaime del Burgo

El tema del Carlismo ha desaparecido casi por completo del teatro. Sin embargo, hay una pieza teatral que merece la atención: Carlismo y música celestial de Francisco Javier Larrainzar Andueza (1977). Esta obra ofrece la visión del autor sobre la historia carlista que culmina en el enfrentamiento casi bíblico de dos hermanos de la dinastía carlista, Carlos Hugo y Sixto.
Mmás reciente es la obra de Patxo Telleria, Bake lehorra/La paz esteril  (2022), donde su argumento se construye en torno al llamado Convenio de Amorebieta de 1872 y se estructura como un discurso de 3 niveles sobre la responsabilidad y el sufrimiento durante la "guerra civil vasca".
Habiendo iniciado su carrera como poeta en 1937, Jaime del Burgo se alejó de la musa poética durante los siguientes 50 años; se dedicó a la prosa y a la historiografía. A finales de su vida retornó el género del teatro con la obra Llamada sin respuesta (1978) y de la poesía con Soliloquios: en busca de un rayo de luz perdido (1998). El viejo ex requeté, ya casi ciego, condenado al ostracismo y acusado personalmente de ser un asesino, se ha entregado a la amargura y la melancolía como certifican los títulos de las obras citadas. 
Efraín Canella Gutiérrez, poco más joven que del Burgo y también activo carlista, escribió poesía, cuentos y novelas con fuerte sabor tradicionalista pero evadiendo las tramas carlistas, como en Balada del sargento Viesca (2009). Algunos de sus versos, no obstante, son bastante explícitos acerca de su militancia política. Así ocurre especialmente en el caso de El Quijote carlista, un poema que ganó una especie de estatus icónico en el reino carlista y es en sí mismo, como en el caso de los poemas tardíos del Burgo, una demostración de pesimismo, si no derrotismo entre los carlistas.
El tema carlista apenas ha aflorado en los poemas de una militante y editora del partido de Pamplona, María Blanca Ferrer García.
Ocupando un lugar propio en el reino de la poesía está Rafael Montesinos; tras la caída del franquismo publicó Último cuerpo de campanas (1980), De la niebla y sus nombres (1985), Con la pena cabal de la alegría (1996), Madrugada de Dios (1998) y La vanidad de la ceniza (2005). Desde 2005 promueve la Tertulia Literaria Hispanoamericana que animó desde el primer momento y que todavía semanalmente, se lleva a cabo generalmente en Madrid cada martes. 
Diferente acorde se toca con Luis Hernando de Larramendi, el tercero en la sucesión de una dinastía de autores carlistas. Desde los años 40 venía publicando volúmenes poéticos; El afán tradicionalista es más que explícito en su última colección, Fronda Carlista (2010), gran parte de su contenido dedicado a reyes y caudillos carlistas.
Javier Garisoain, dirigente de Comunión Tradicionalista Carlista, también es escritor y poeta; algunos de sus poemas avanzan temas e hilos carlistas explícitos.
Un poeta carlista navarro de tradición versolari vasca es Pello Urquiola Cestau, autor de Nere hitze bertsoatan (2007) y Kanka, kanka, kanka (2014).
El autor cuya contribución poética a la causa carlista se considera, en opinión de varios, de mayor valor literario, no solo en términos de poesía contemporánea sino en términos de 200 años de historia del Carlismo, provino de un lado un tanto inesperado. José Antonio Pancorvo fue un autor peruano de varios volúmenes prosaicos que ganó reconocimiento por su singular poesía, calificada como barroca o neobarroca, en lo referente a su estilo, y milenaria, mística y profética en lo tocante a su amplitud. Su volumen Boinas rojas a Jerúsalem (2006) combina una técnica única con el celo militante carlista; el volumen estaba dedicado a Comunión Tradicionalista y Sixto Enrique de Borbón.

## Galería

Algunos libros relacionados con el carlismo
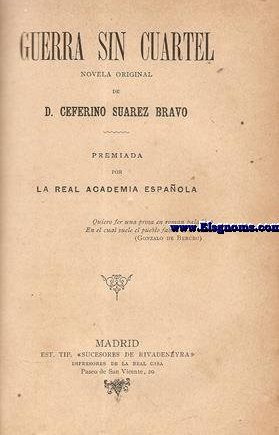
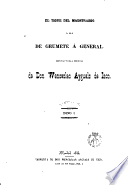
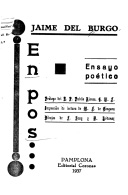
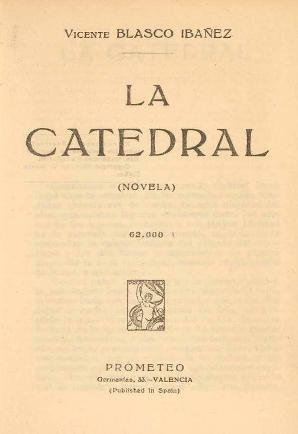
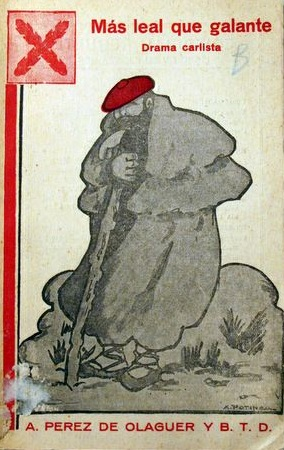
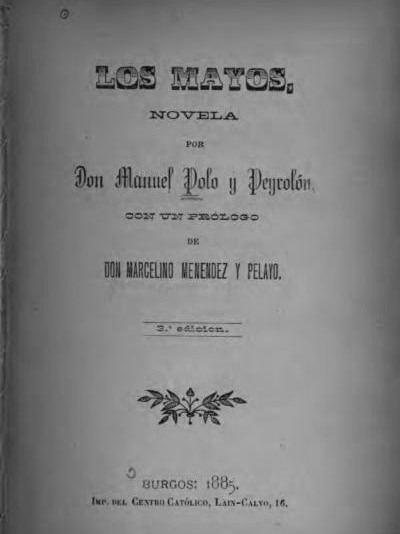
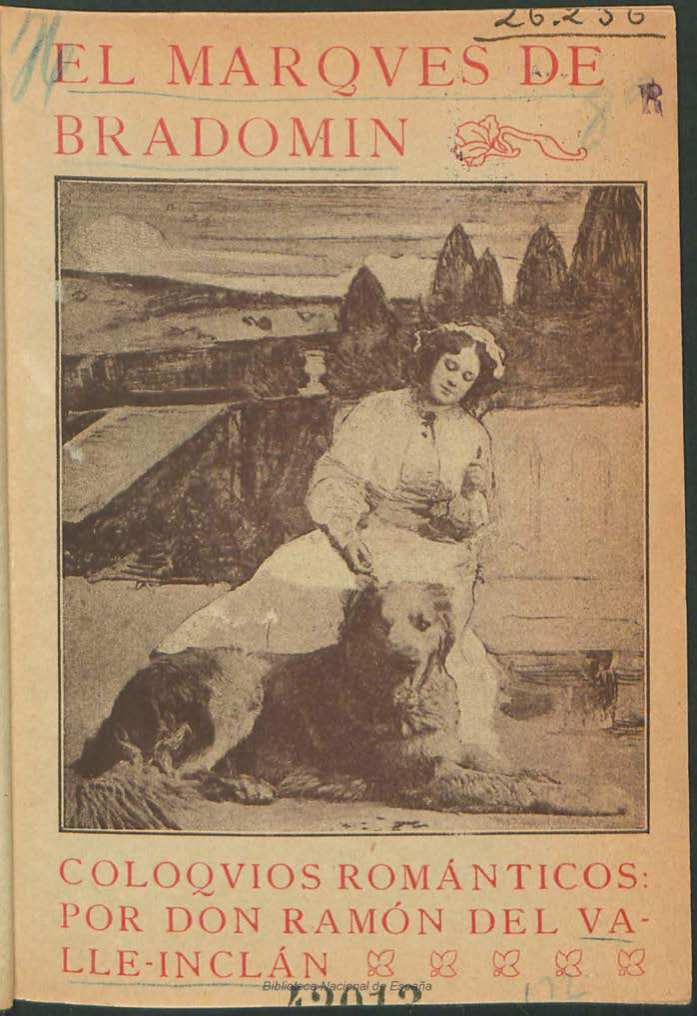
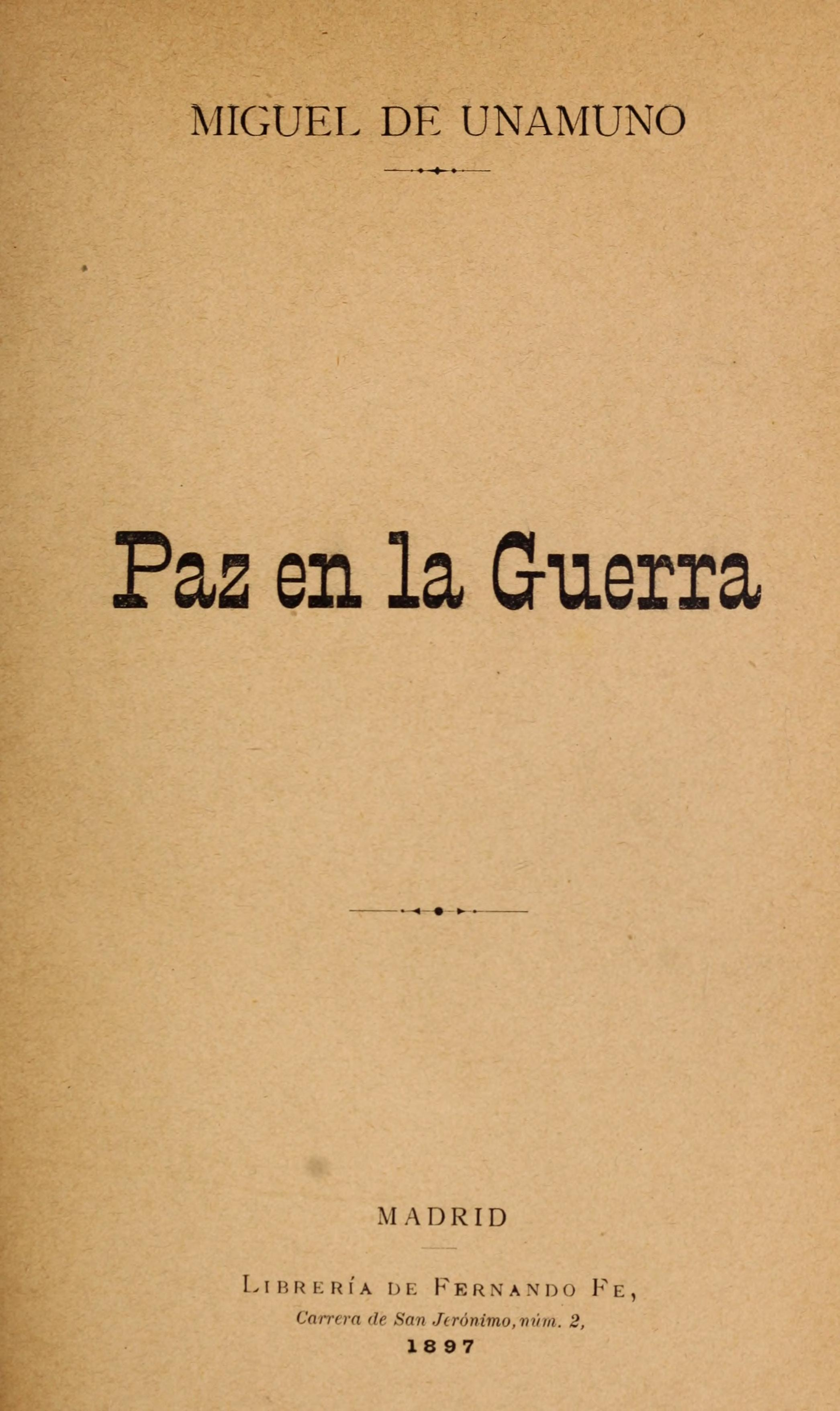
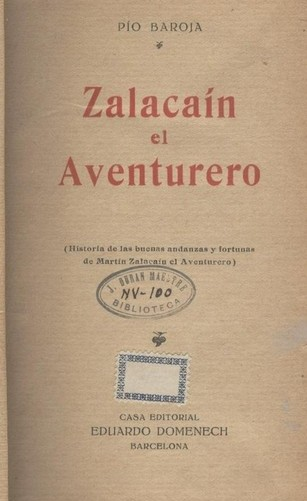
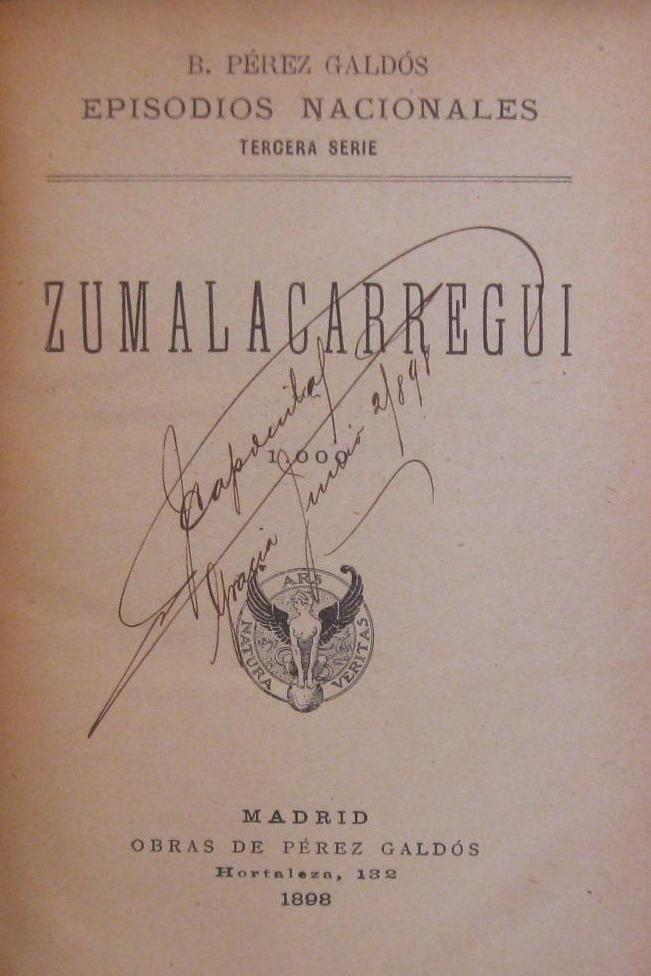
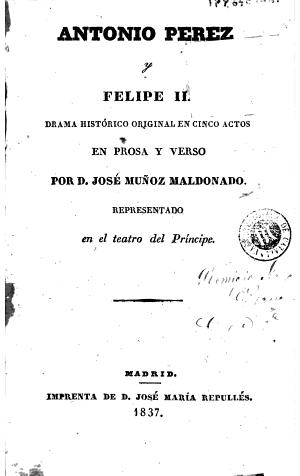
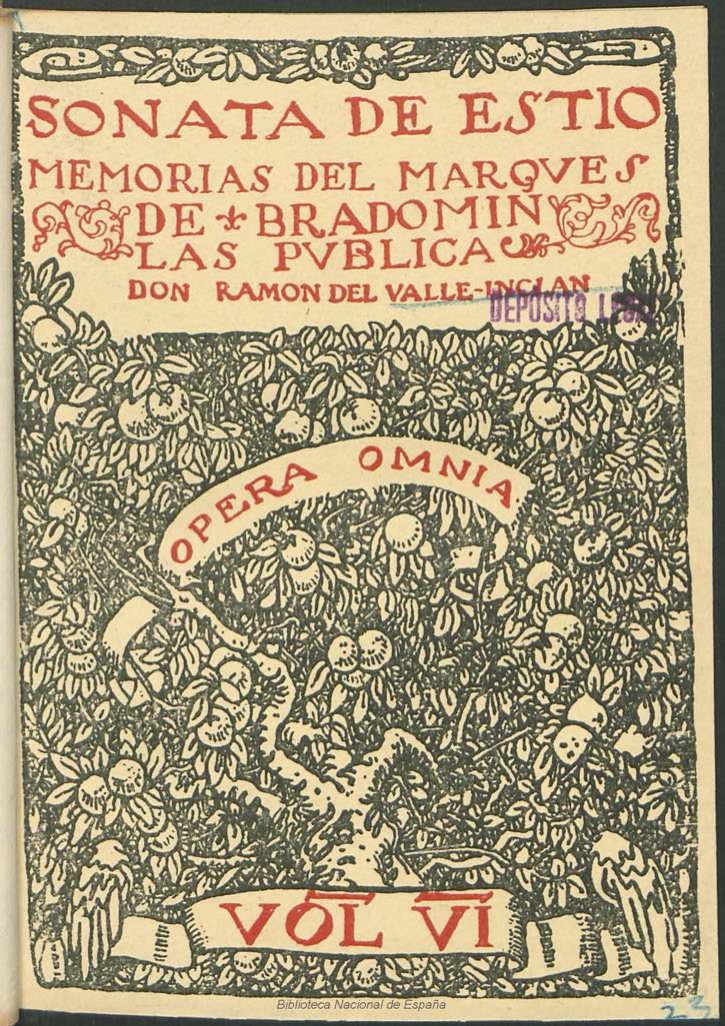